# Vallée d'Aoste (vignoble)
Pour les articles homonymes, voir Vallée d'Aoste (homonymie).
Le vignoble de la Vallée d'Aoste est un vignoble italien de la Vallée d'Aoste, dans les Alpes, grosso modo entre le Mont Blanc et le haut Canavais et entre le Cervin, le mont Rose et le Grand Paradis, dont la production de vin de montagne (ou vin d'altitude) bénéficie d'une appellation d'origine contrôlée italienne DOC (Dénomination d'origine contrôlée) depuis le 30 juillet 1985.

## Histoire
Les plus anciennes traces archéologiques trouvées à ce jour de viticulture de l'histoire de la Vallée d'Aoste, sont des amphores à vin d'une nécropole d’Aoste du Ve siècle av. J.-C. de la période des Celtes-Ligure Salasses (parmi les plus anciennes traces de viticulture de l'Histoire de la vigne et du vin en Europe, un vin rouge local est baptisé Sang des Salasses). 

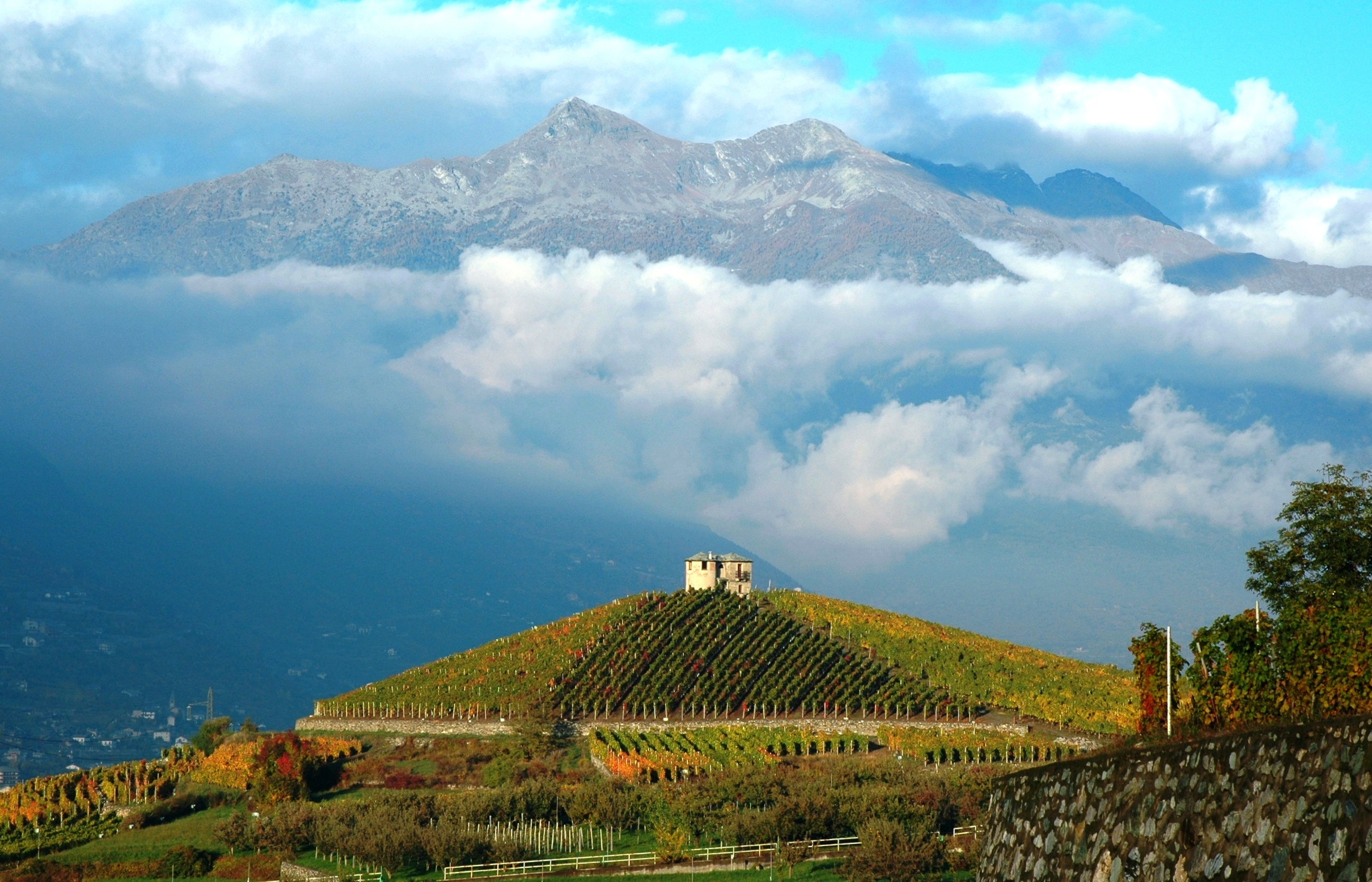
Vignobles des Crêtes (Aymavilles)
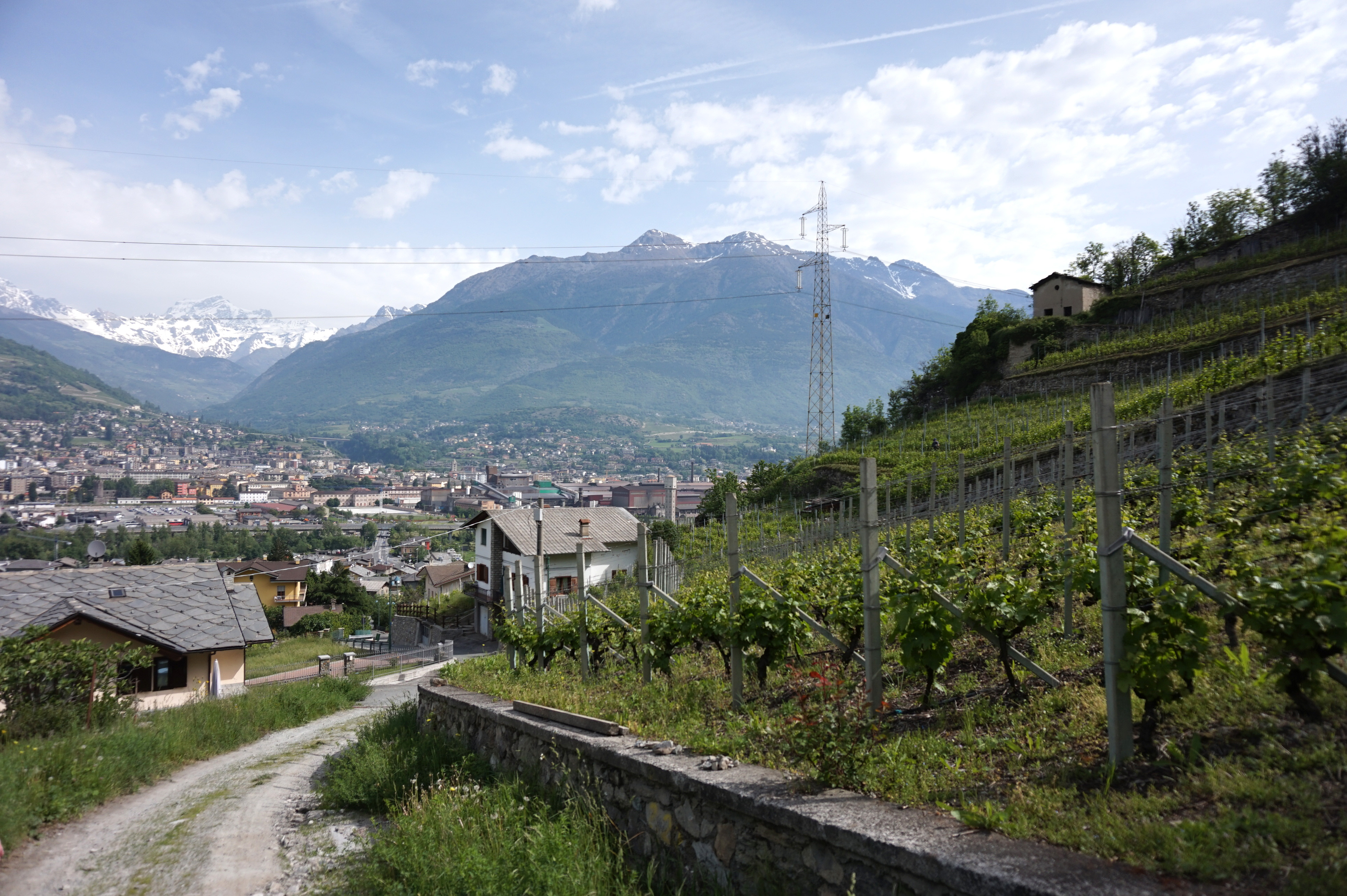
Vignobles à Ampaillan (Charvensod)
La Vallée d'Aoste

Le vignoble prend son essor avec l'Empire romain (agriculture de la Rome antique) et au Moyen Âge, avec un pic de surface cultivée de 3000 ha au XIXe siècle (pour 500 à 600 ha actuel). La vallée d'Aoste est un important axe stratégique ancestral historique de voies de passage et de commerce des Alpes entre France, Italie, et Suisse (Alpis Graia, Alpis Pœnina, Via Francigena, RN 26, autoroute A5) avec d'importants vestiges actuels de l'Antiquité romaine et médiévaux de châteaux forts de seigneuries féodales, monastères, et églises... 

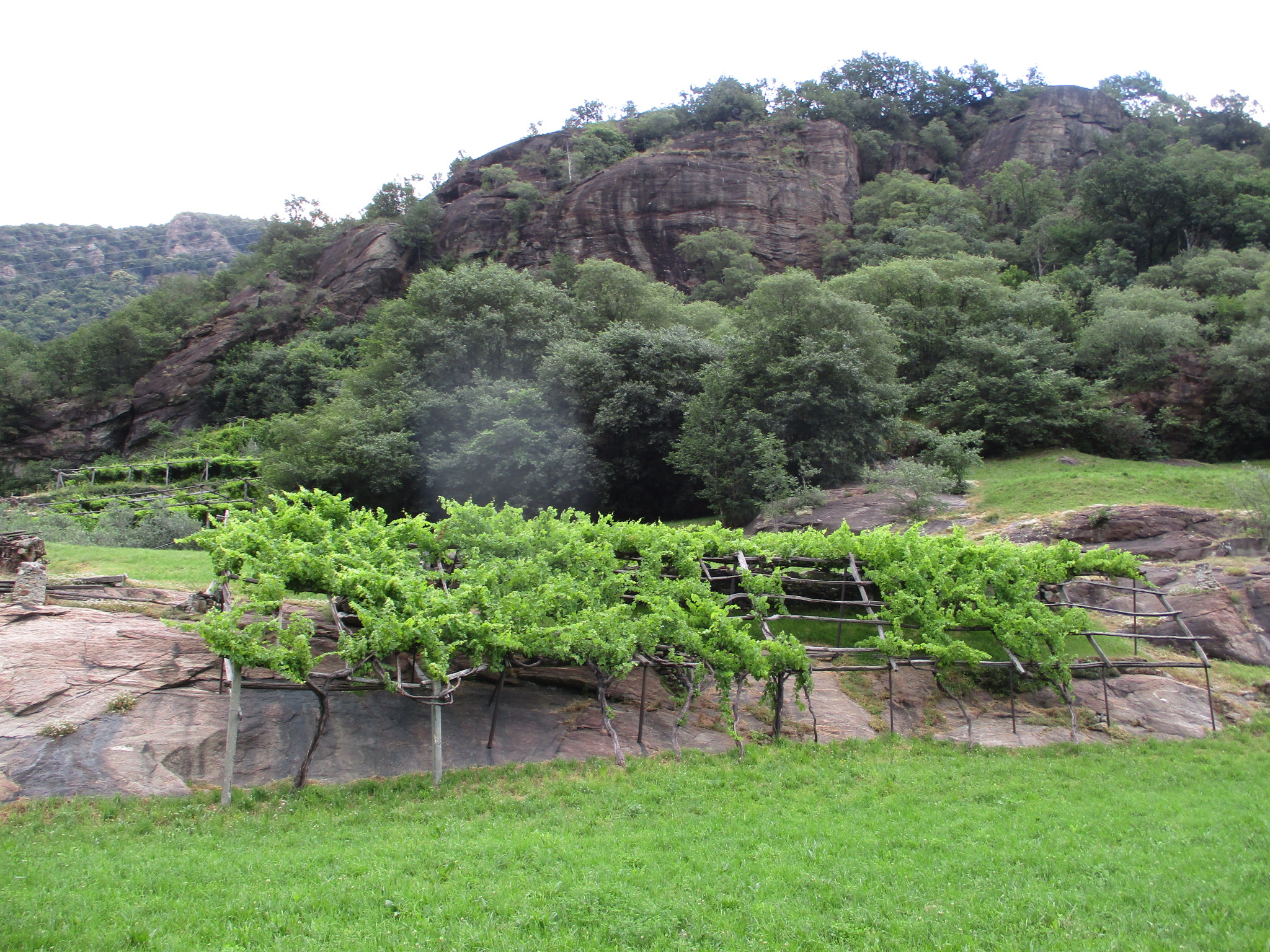
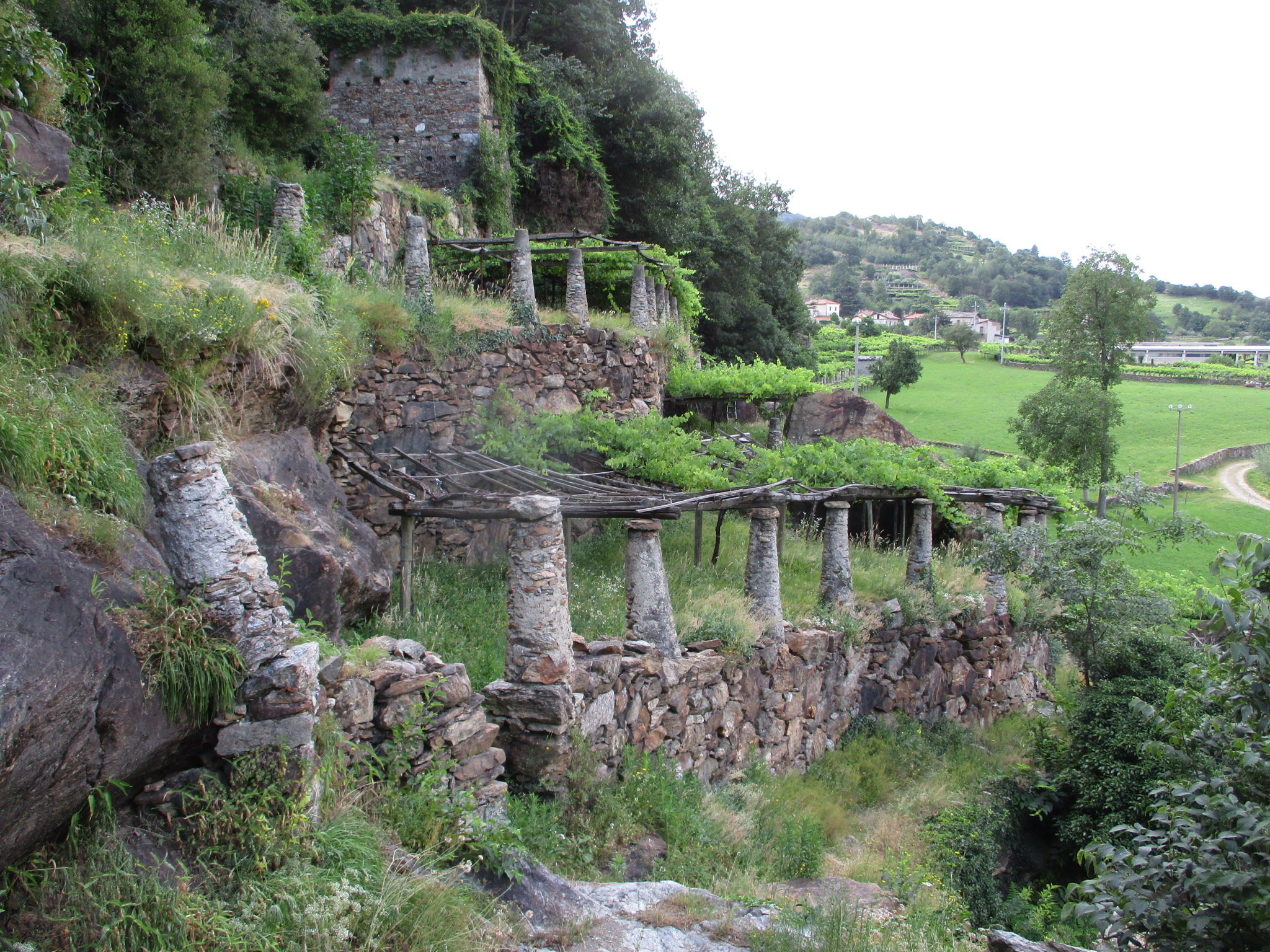
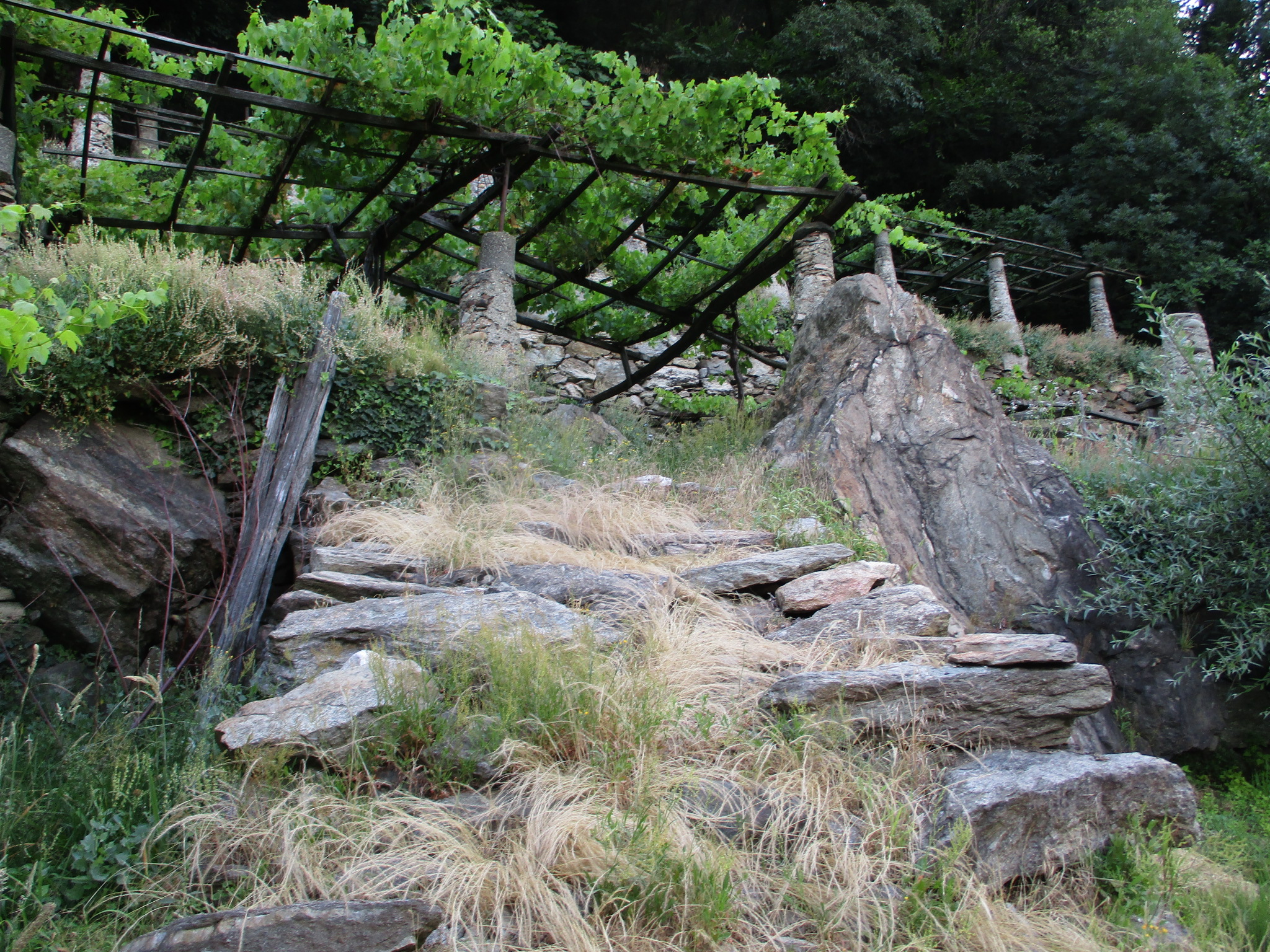
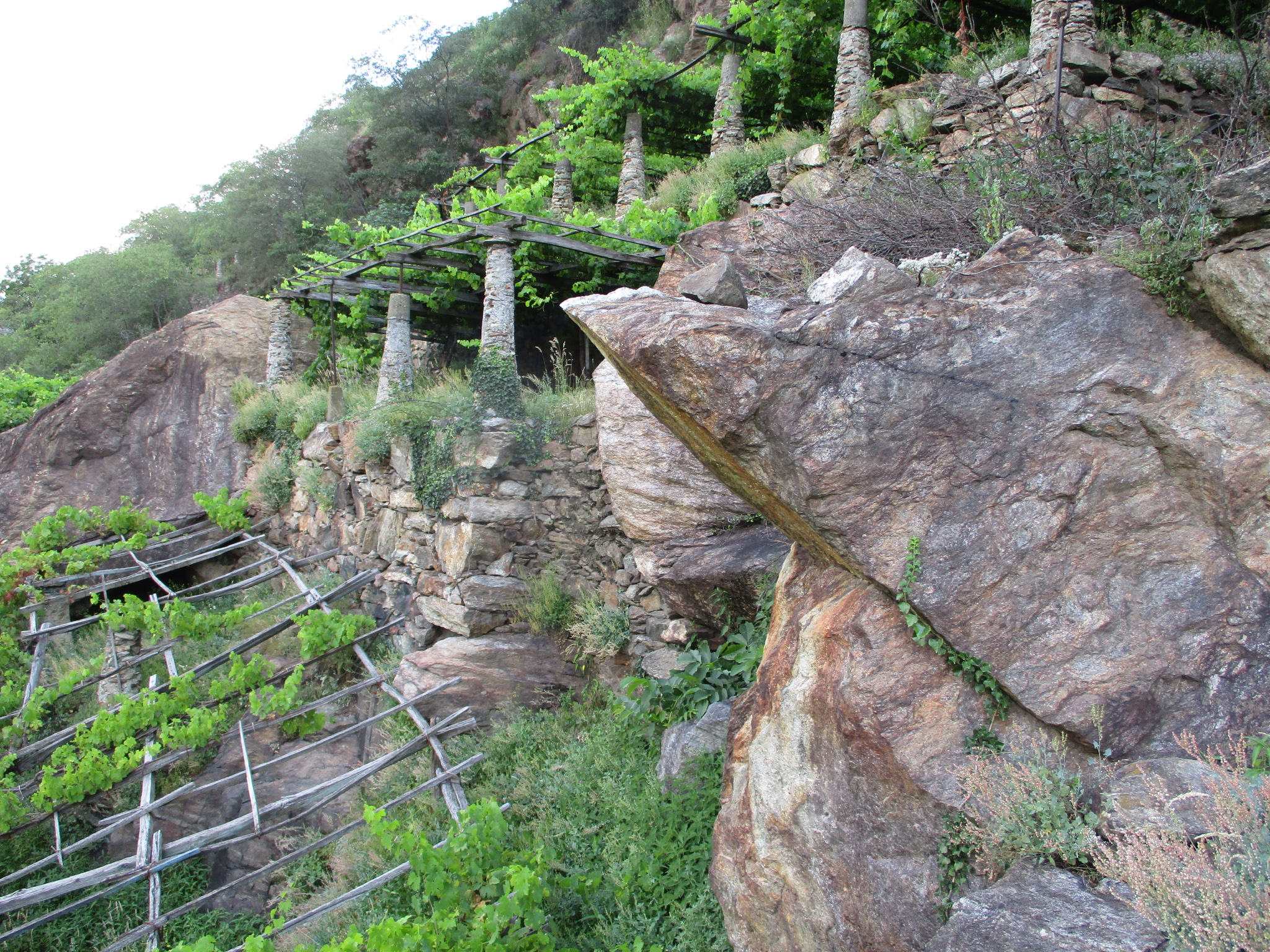

À ce jour le vignoble semble parfaitement préservé à de nombreux endroits, de l'époque viticole antique romaine sur pergola à colonne romaine, et culture en terrasses troglodytique préhistorique, avec culture de vigne sauvage sur pergola-hautain-dolmen-menhir-mégalithe par endroits, dans un décor parsemé de quelques fermes de montagne ancestrales, cabordes, oliviers, et figuiers méditerranéens.

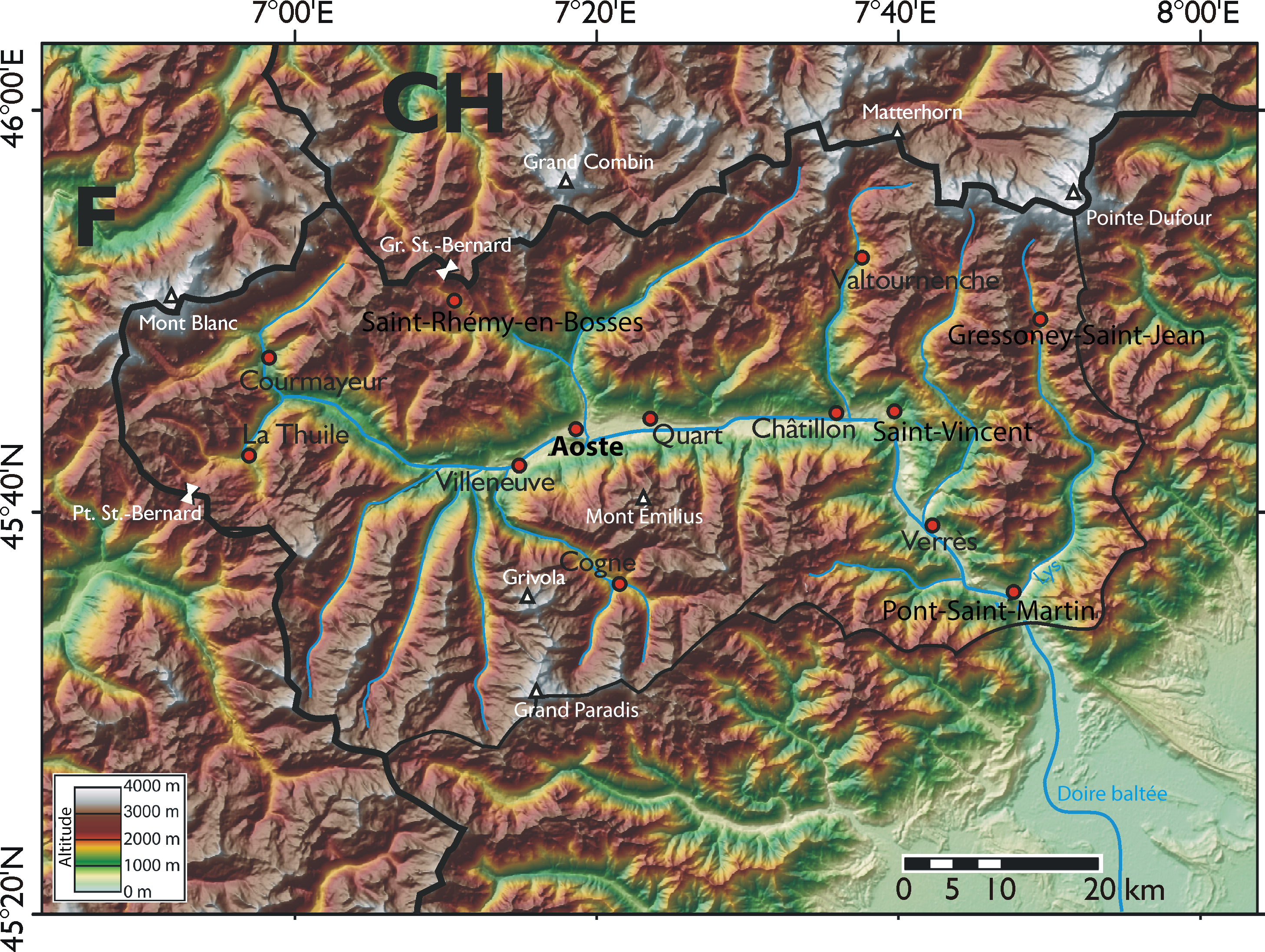
Géographie de la Vallée d'Aoste et plaine (Vallée d'Aoste) (en vert) entre le mont Blanc et Turin

## Géographie
Le vignoble de la Vallée d'Aoste est le plus petit du vignoble italien, et un des plus élevés d'Europe (géographie de la Vallée d'Aoste). Il s’étend sur une surface de près de 500 à 600 hectares, et sur une longueur de 85 km le long de la rivière Doire baltée et de ses affluents, entre Courmayeur (entre 1100 m et Mont Blanc de Courmayeur à 4748 m d’altitude) et Donnas (300 à 500 m d'alt). Aoste est la capitale de la Vallée d'Aoste et de ses vins de montagne, situé au carrefour du Col du Grand-Saint-Bernard, du Col du Petit-Saint-Bernard, du Tunnel du Mont-Blanc, et de la route vers Turin, dans un bassin alpin pittoresque couronné par le mont Émilius et le Pic de Nona.

## Géologie
La géologie du vignoble est en grande partie marquée par de fortes pentes alpines abruptes encaissées de la plaine le long de la Doire baltée et de ses affluents alimentés par des glaciers. Les sols agricoles à flanc de coteaux sont principalement composés de roches calcaires, caillouteux, ainsi que de sable à plus haute altitude, et de graviers et de sédiments alluviaux d'argile plus riches plus bas dans la vallée. 

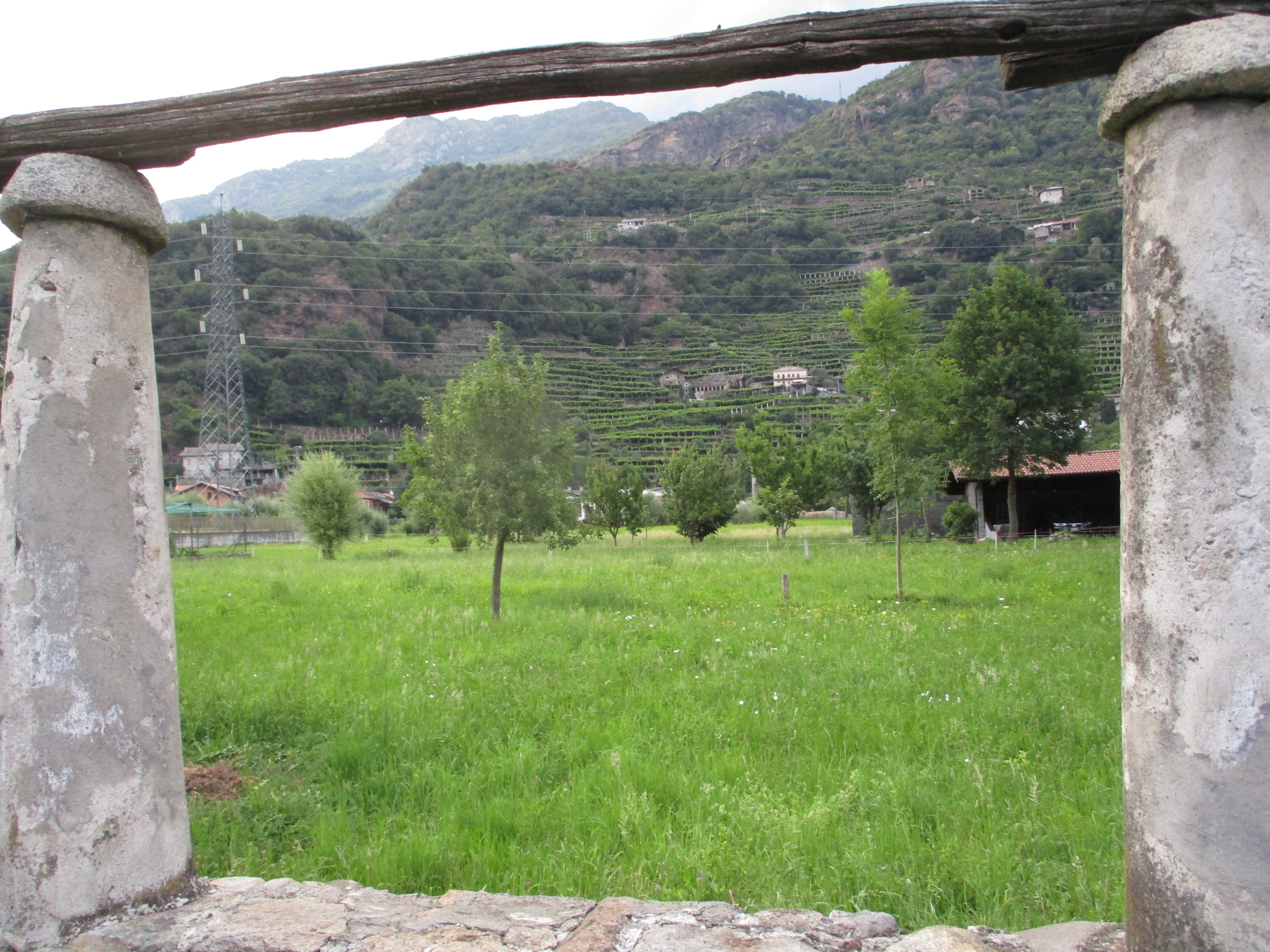
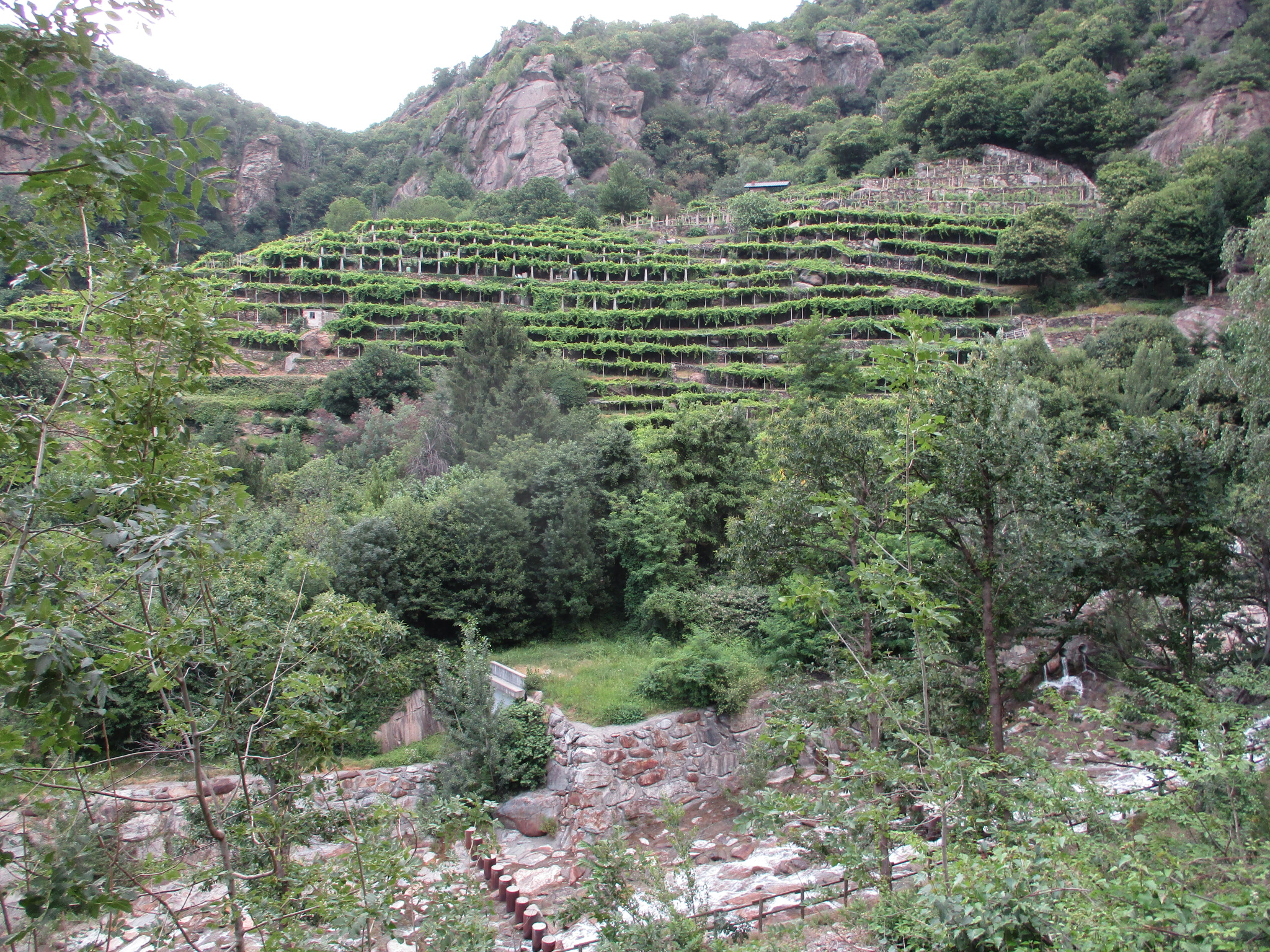
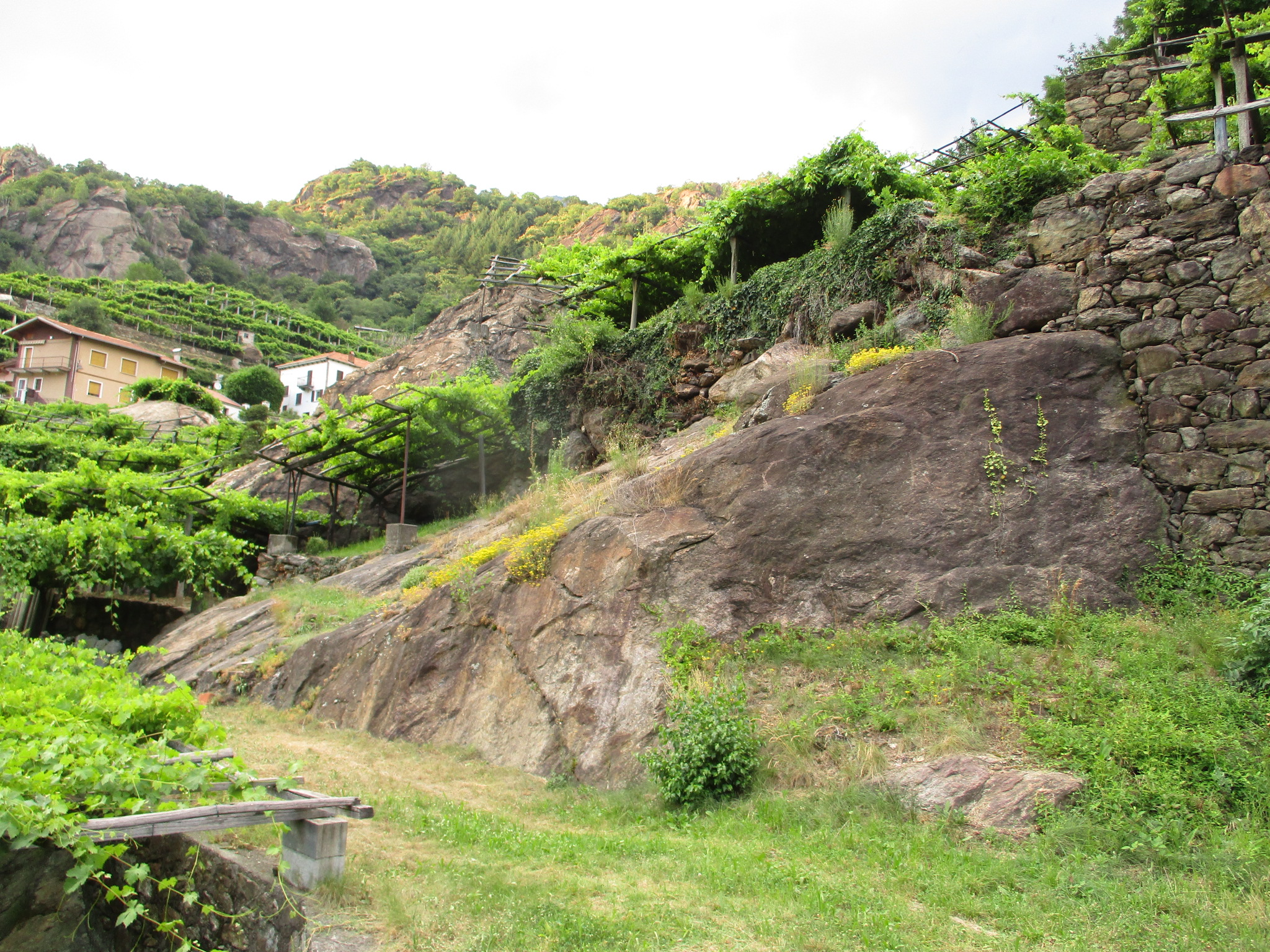
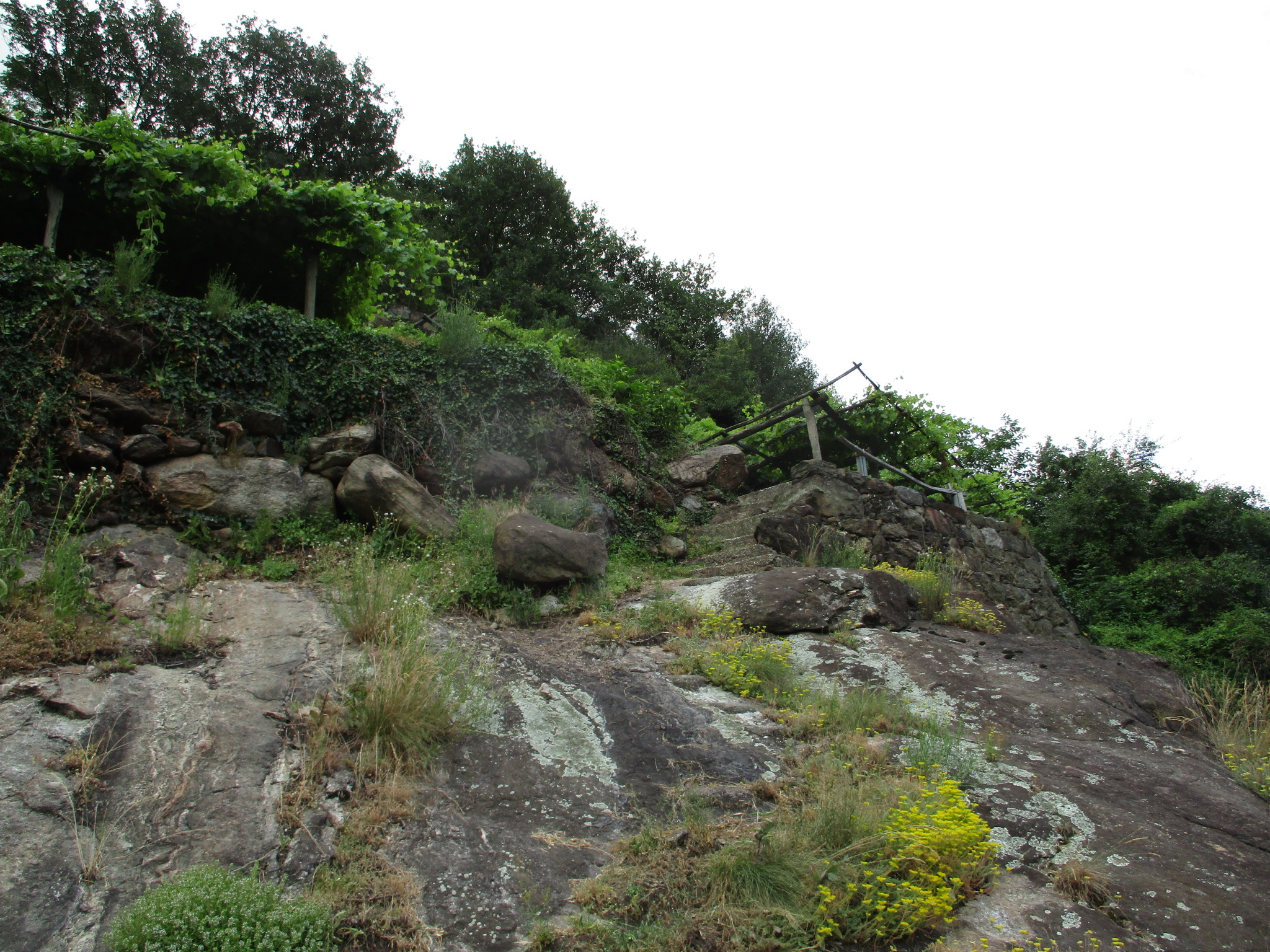
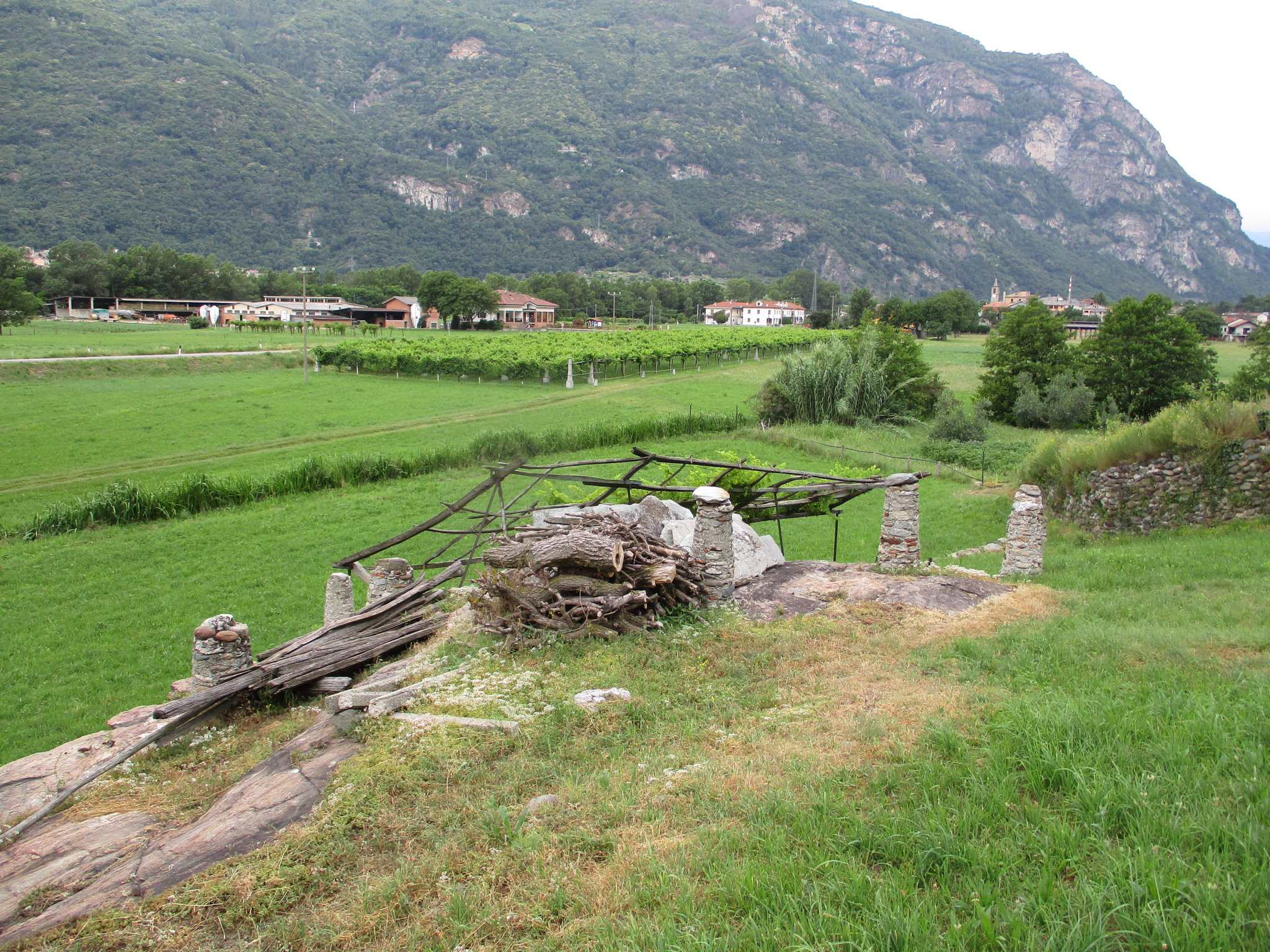
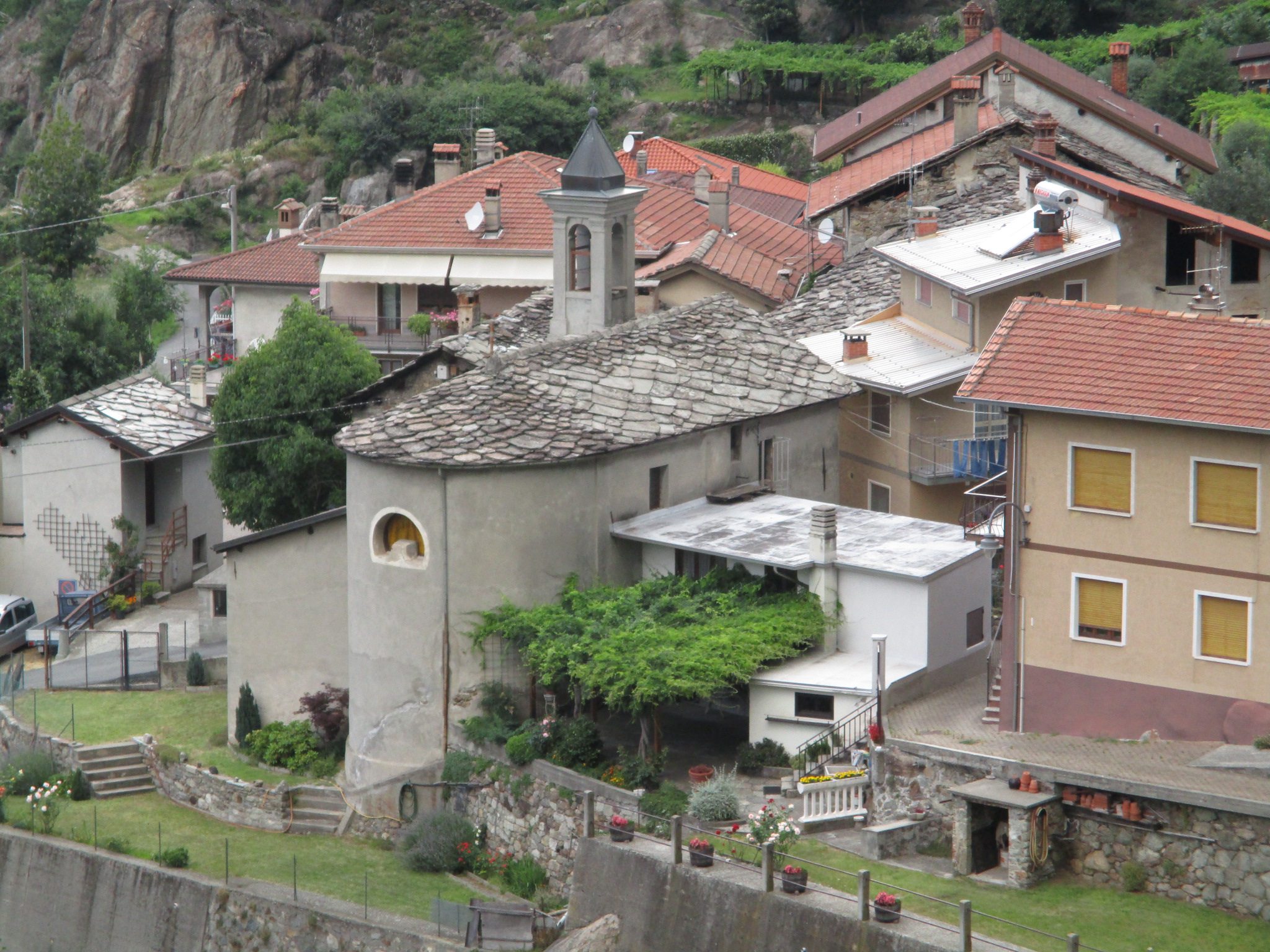
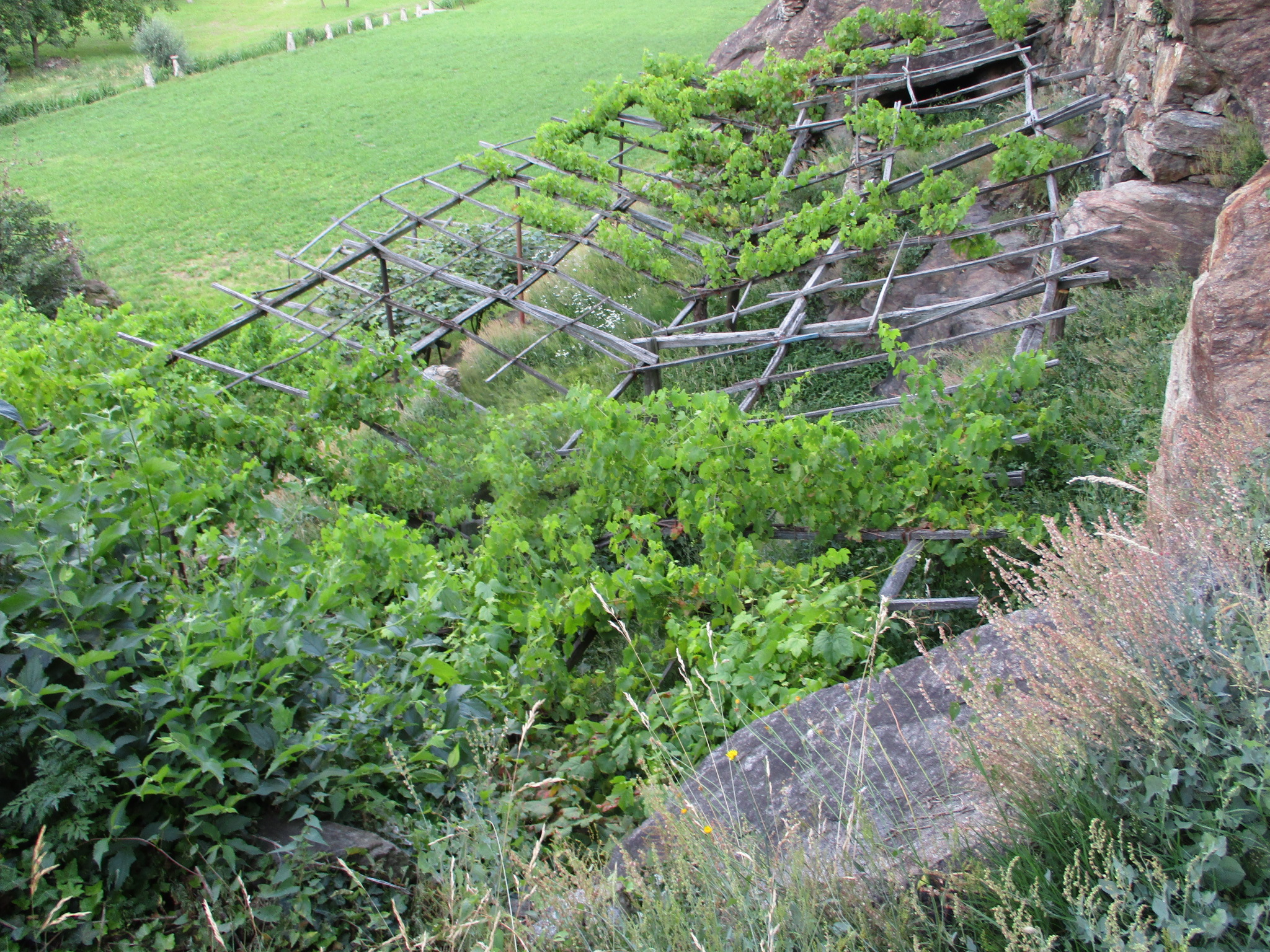
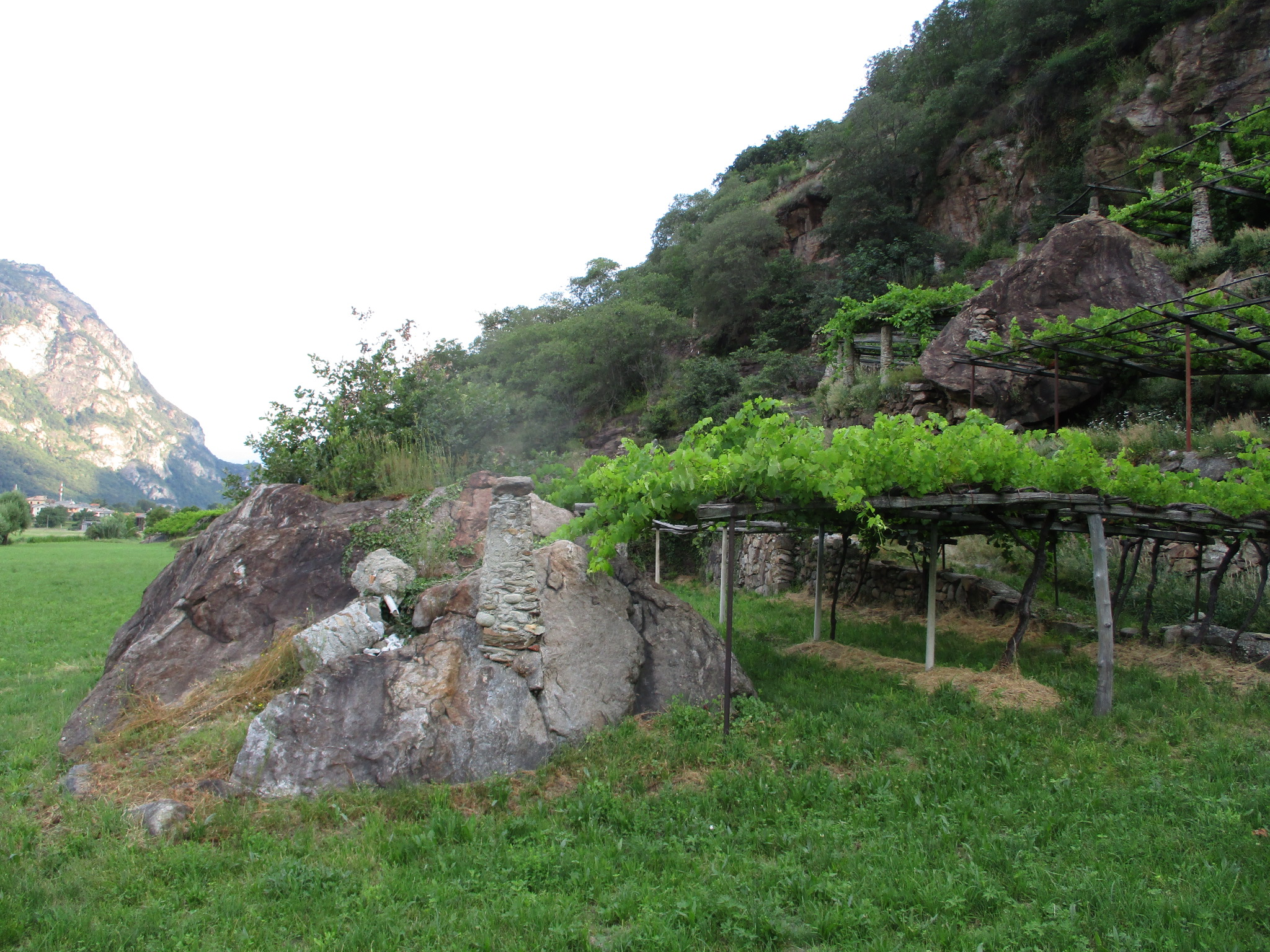
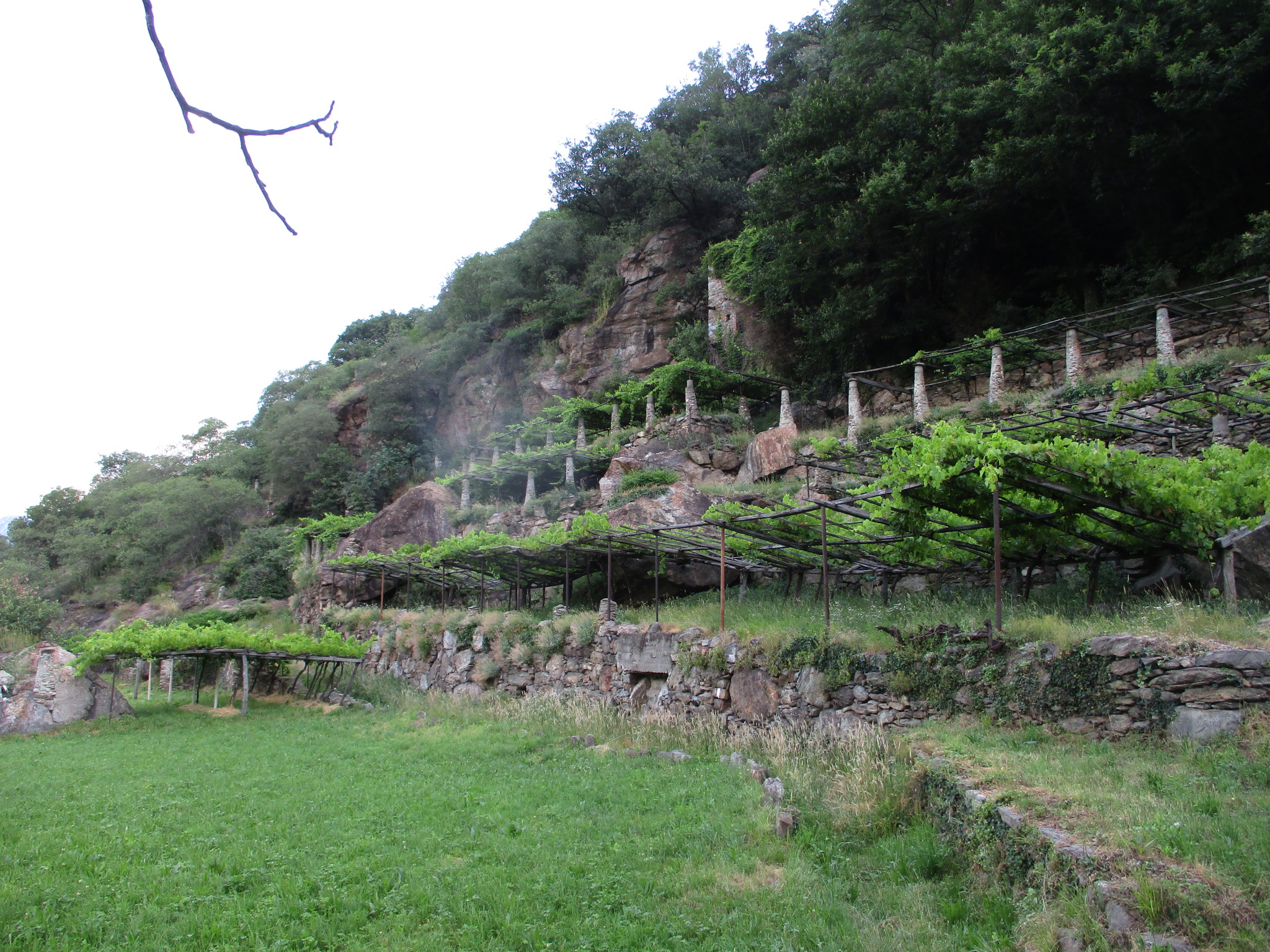
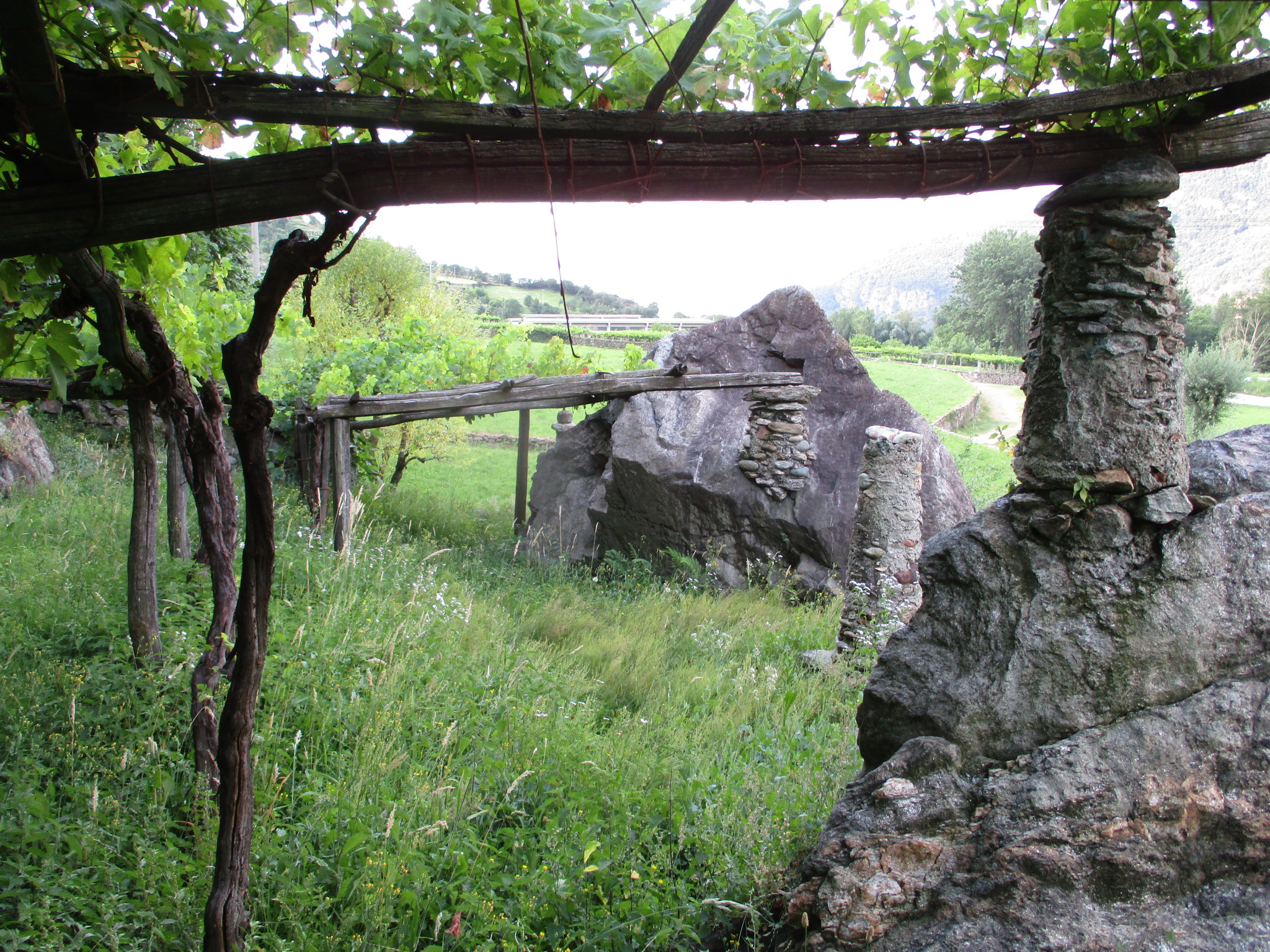
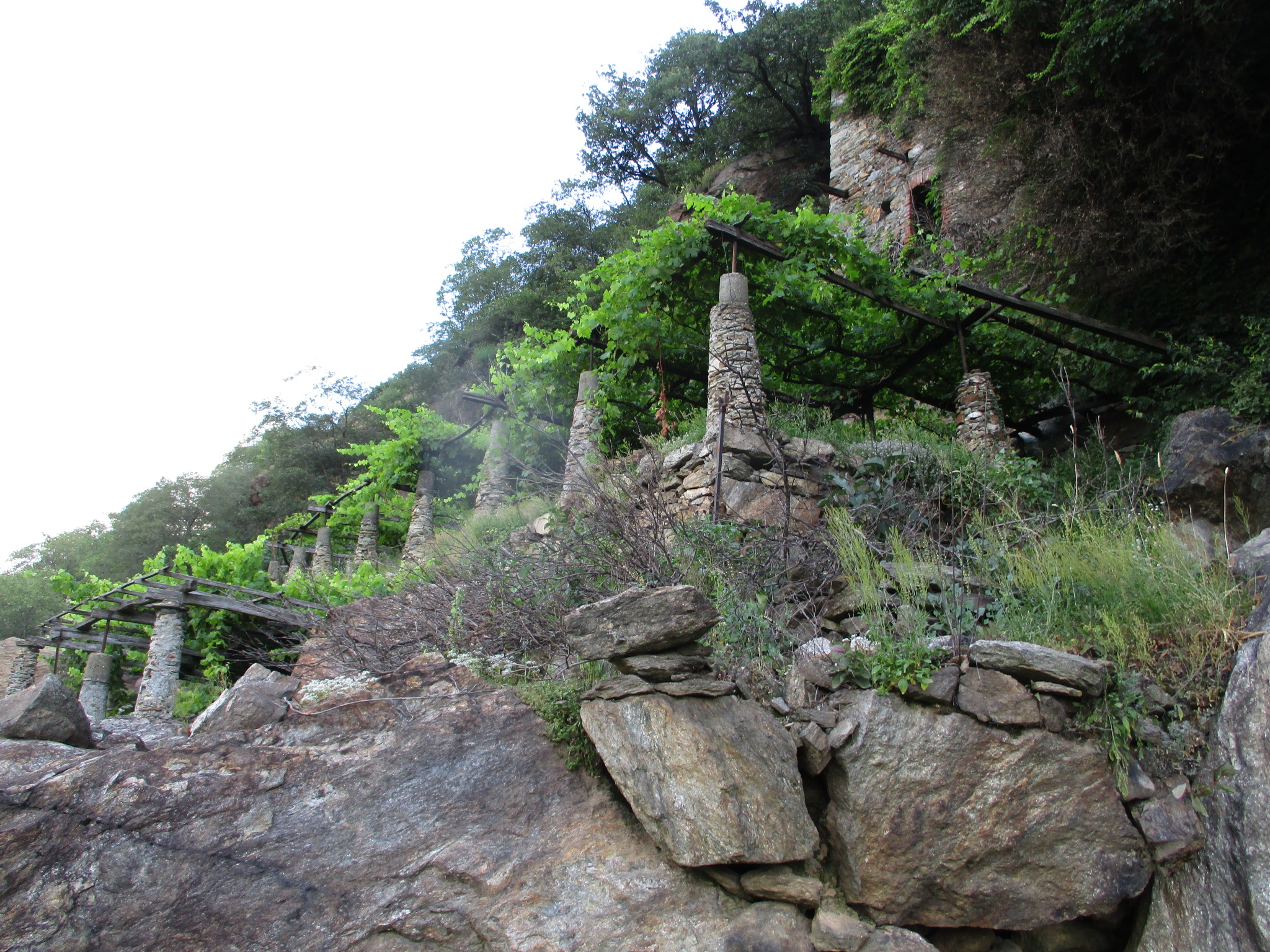
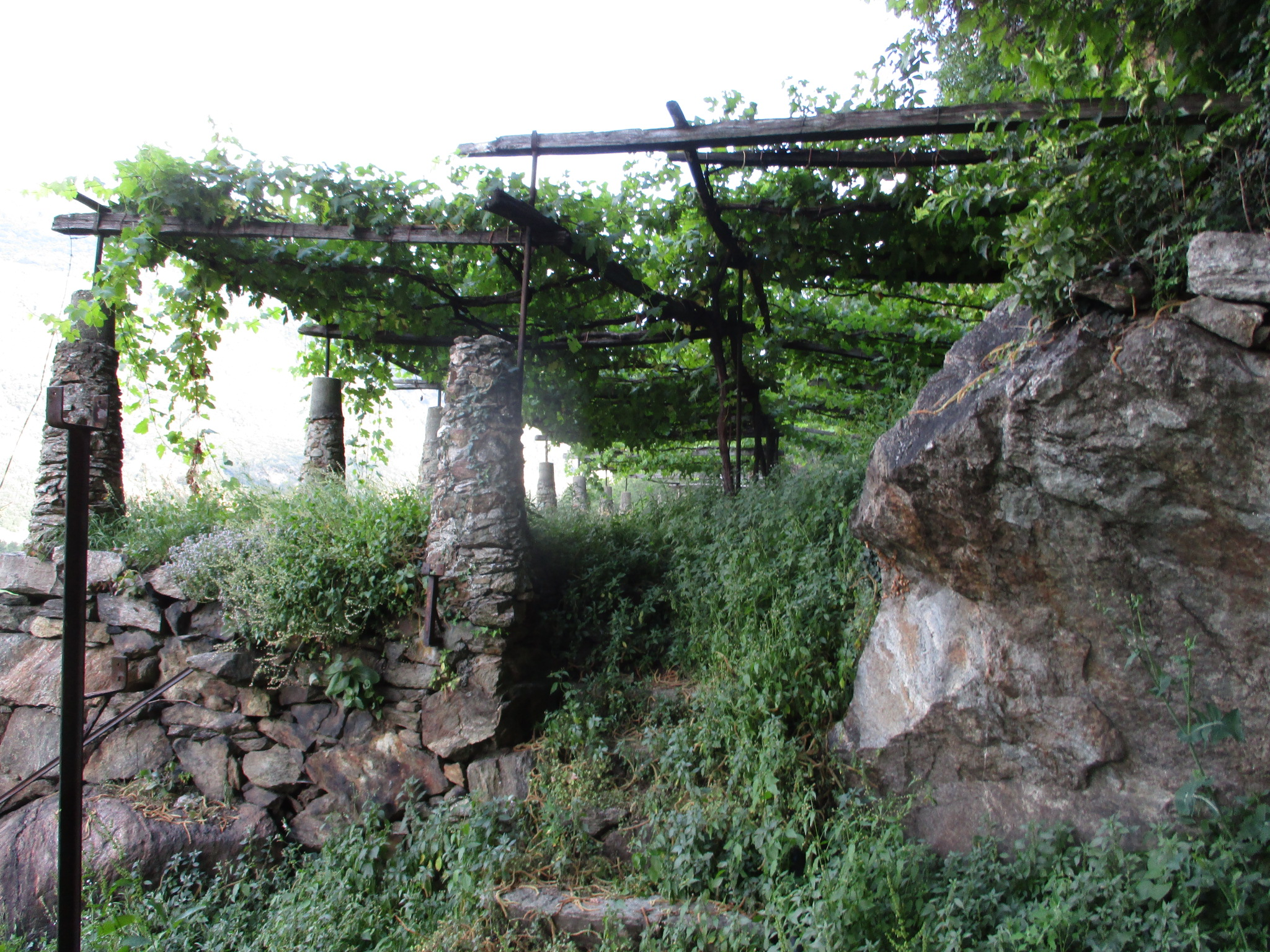

## Climat
Voisine des vignobles du Piémont, de Savoie et de suisse, la Vallée d'Aoste bénéficie malgré son emplacement dans les Alpes à climat alpin, d'un mélange de climat montagnard frais, et de climat continental et climat semi-continental avec des étés courts et étonnement très chaud et sec pour cette altitude, avec une récolte en général au début du mois de septembre (certains vins sont récoltés fin octobre). En raison de la structure du terrain rocheux fortement drainant, du fort ensoleillement, et de la faible quantité de pluie dans la région, la plupart des vignes sont arrosées par un système antique d’irrigation omniprésent alimenté par les nombreux torrents de montagne du vignoble, alimenté par les glaciers. Pour anecdote climatique et géologique, les vignes réputées de l'Enfer d'Arvier, un des plus anciens et premiers crus intenses, puissant et charpenté, de la vallée à obtenir l’Appellation d’Origine Contrôlée en 1972, sont situées à 800 m dans un amphithéâtre naturel remarquable, exposé plein sud, au microclimat très chaud, dont l’ensoleillement réchauffe le sol rocheux à tel point que le site bénéficie de l’appellation contrôlée « Enfer d'Arvier ».

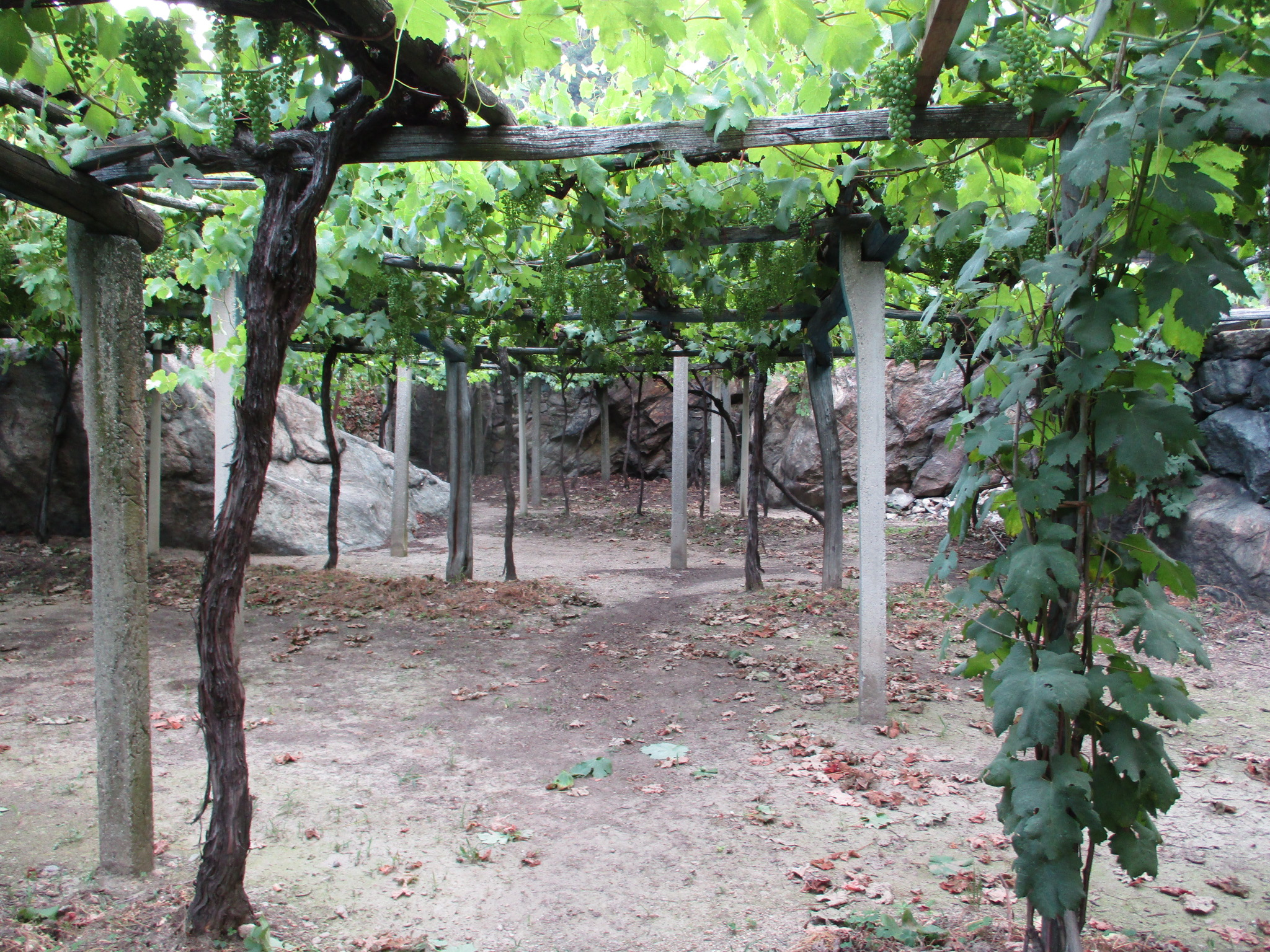
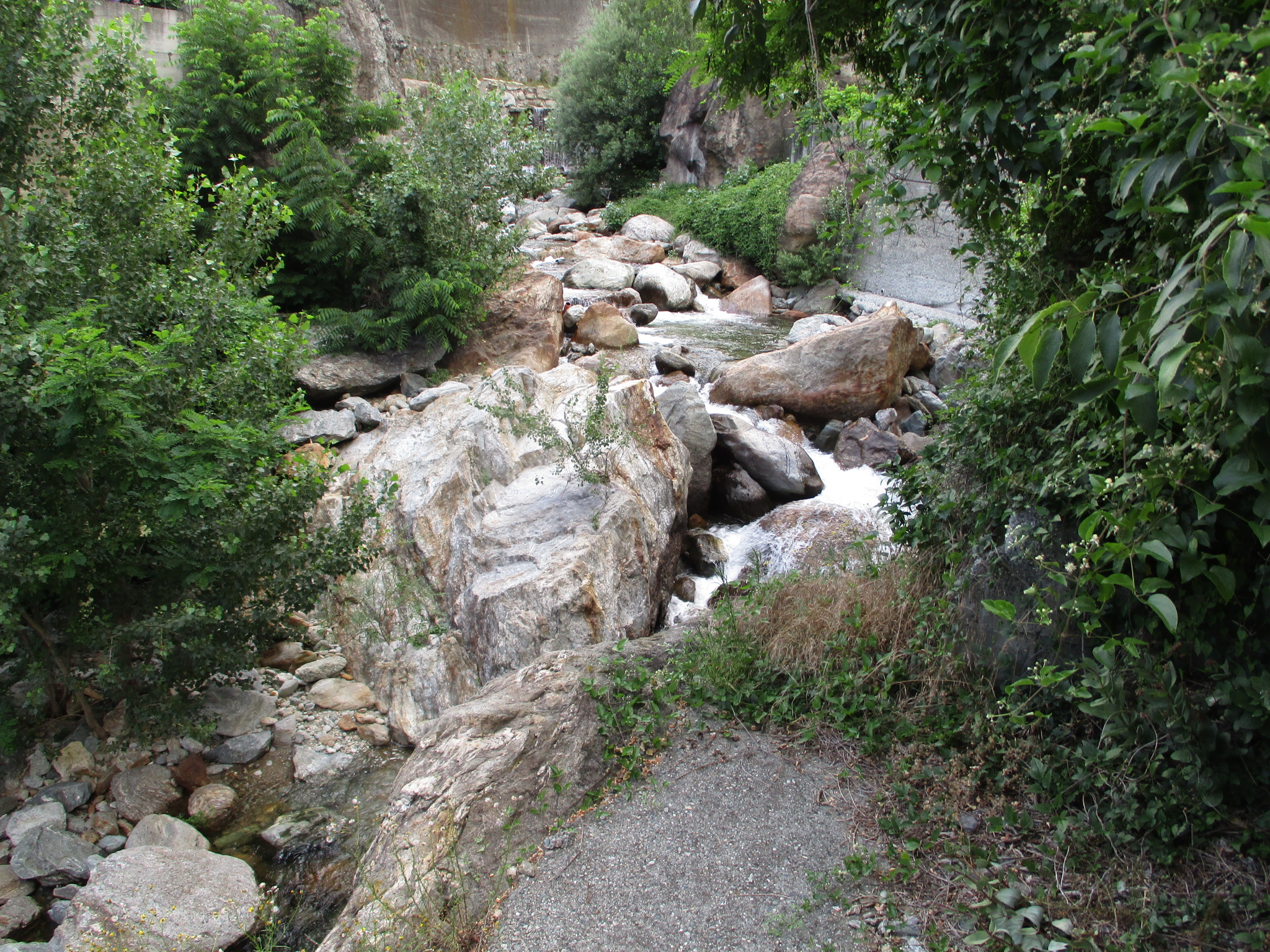
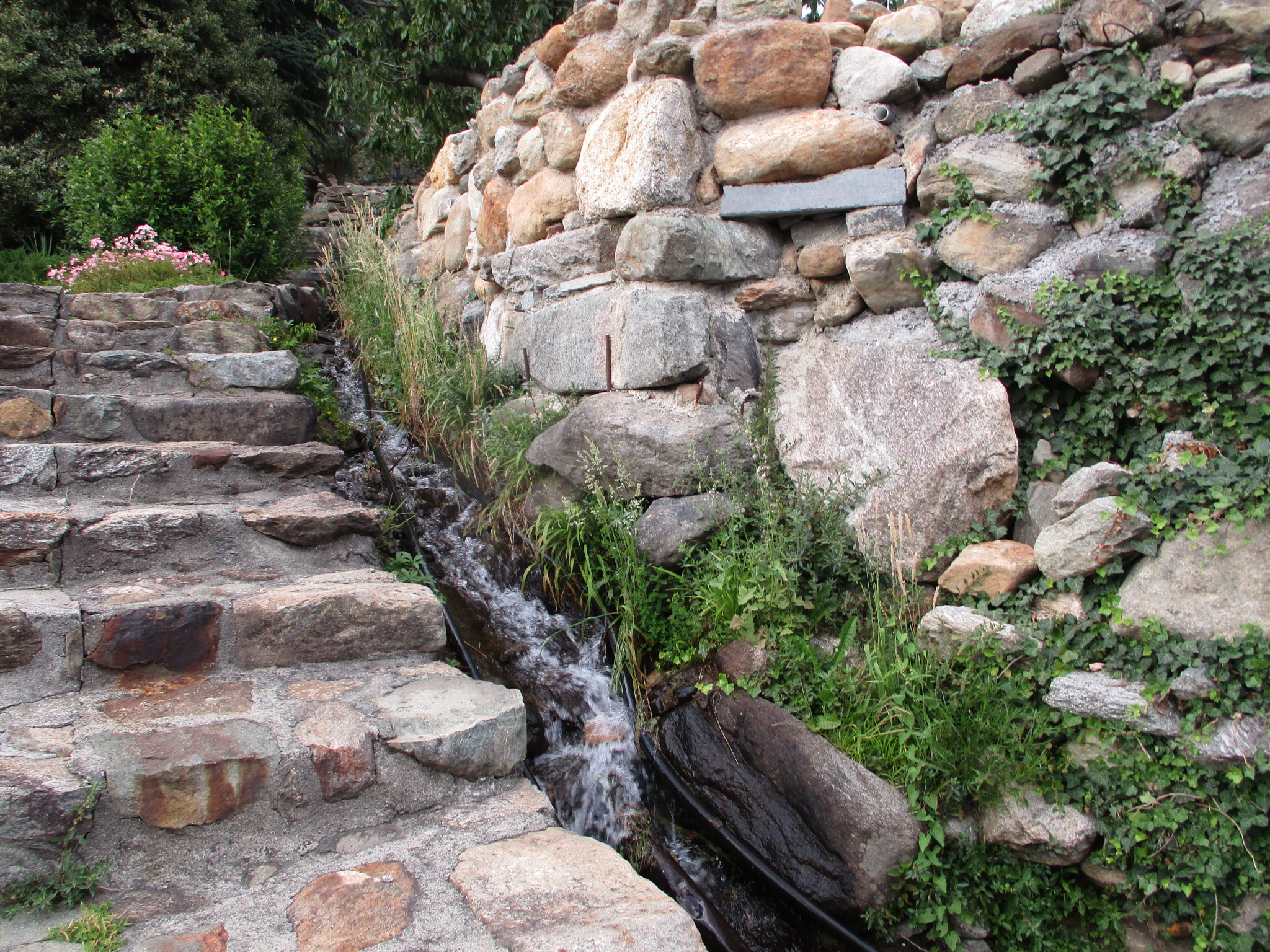
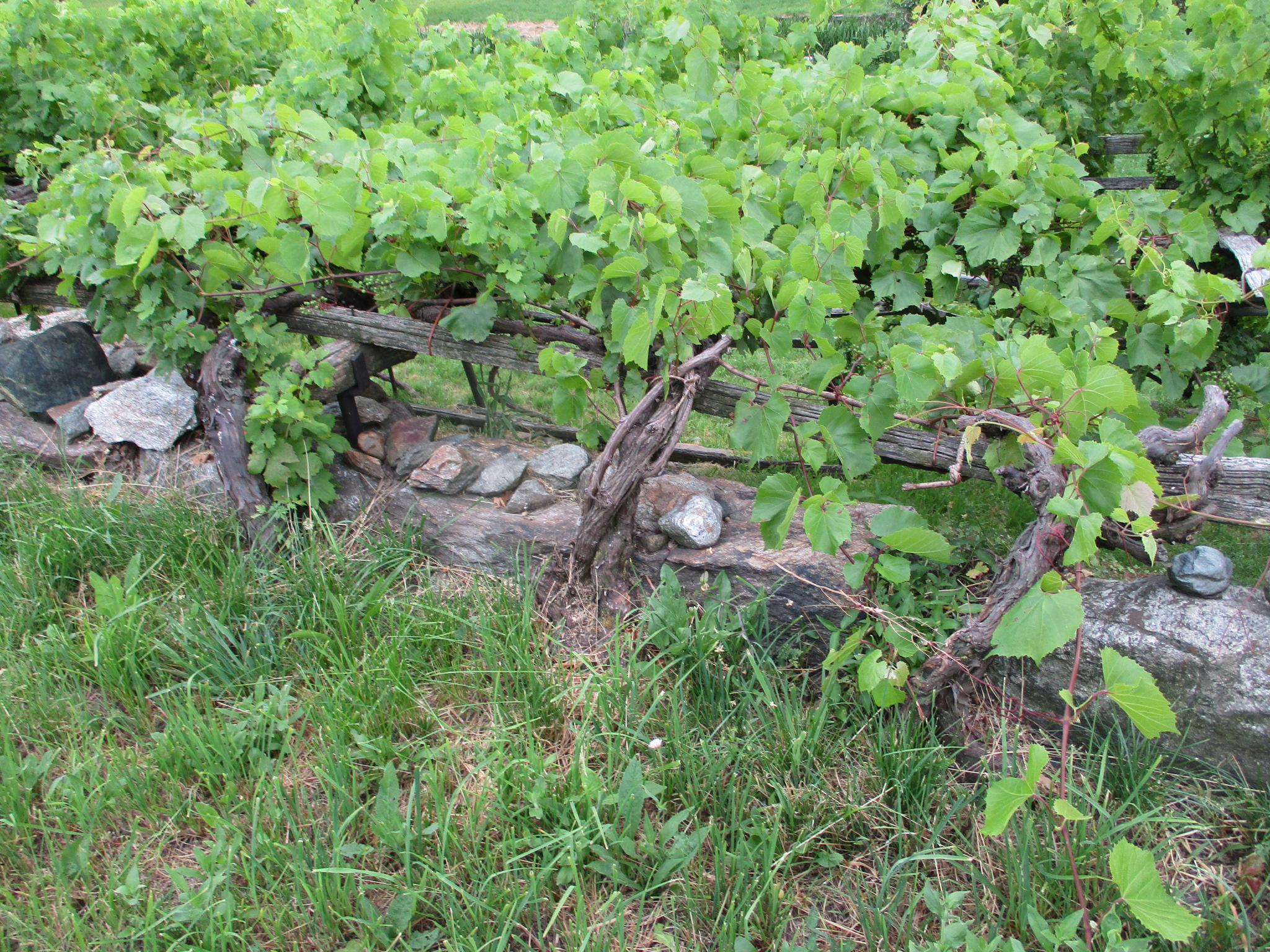
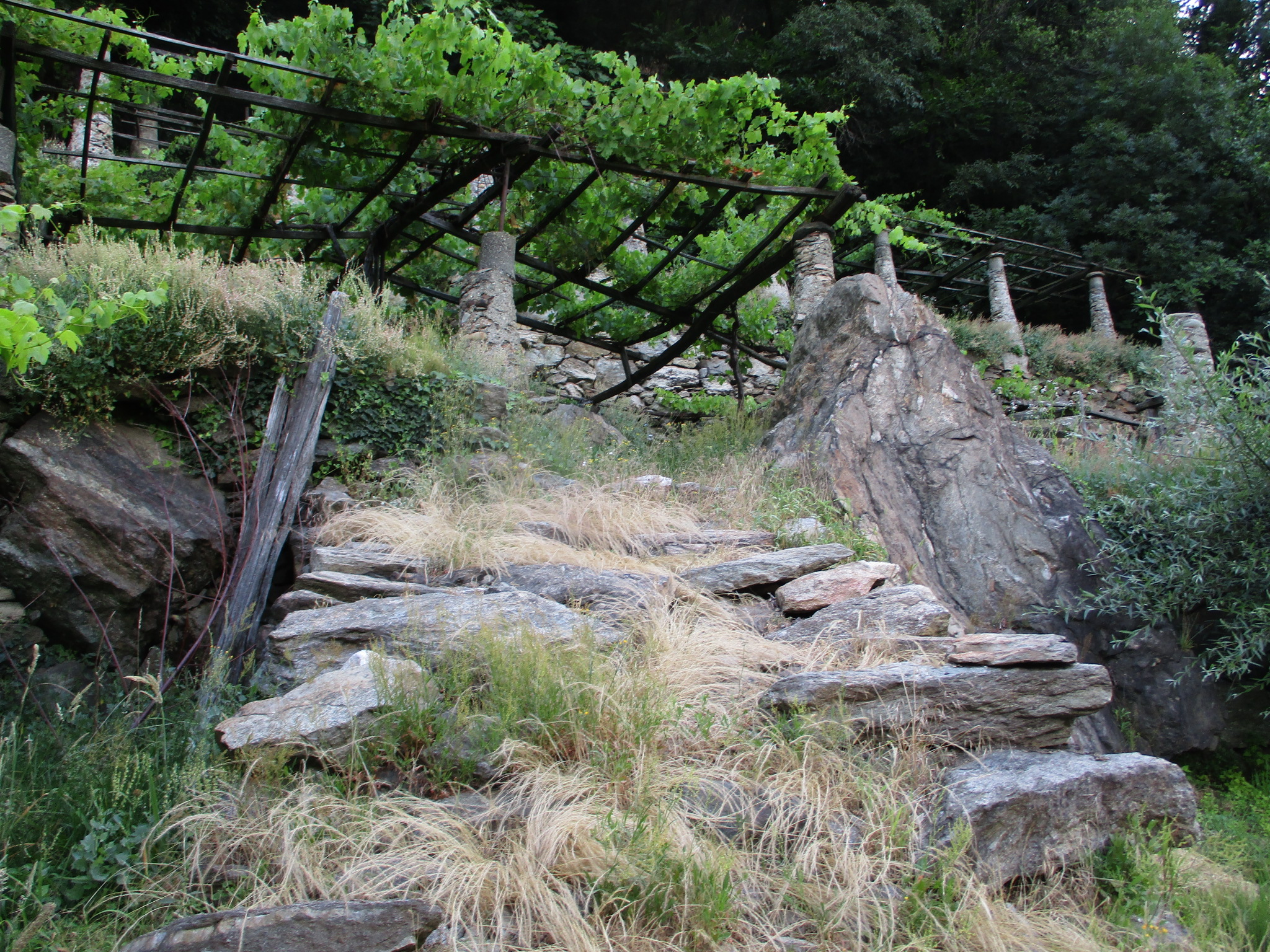
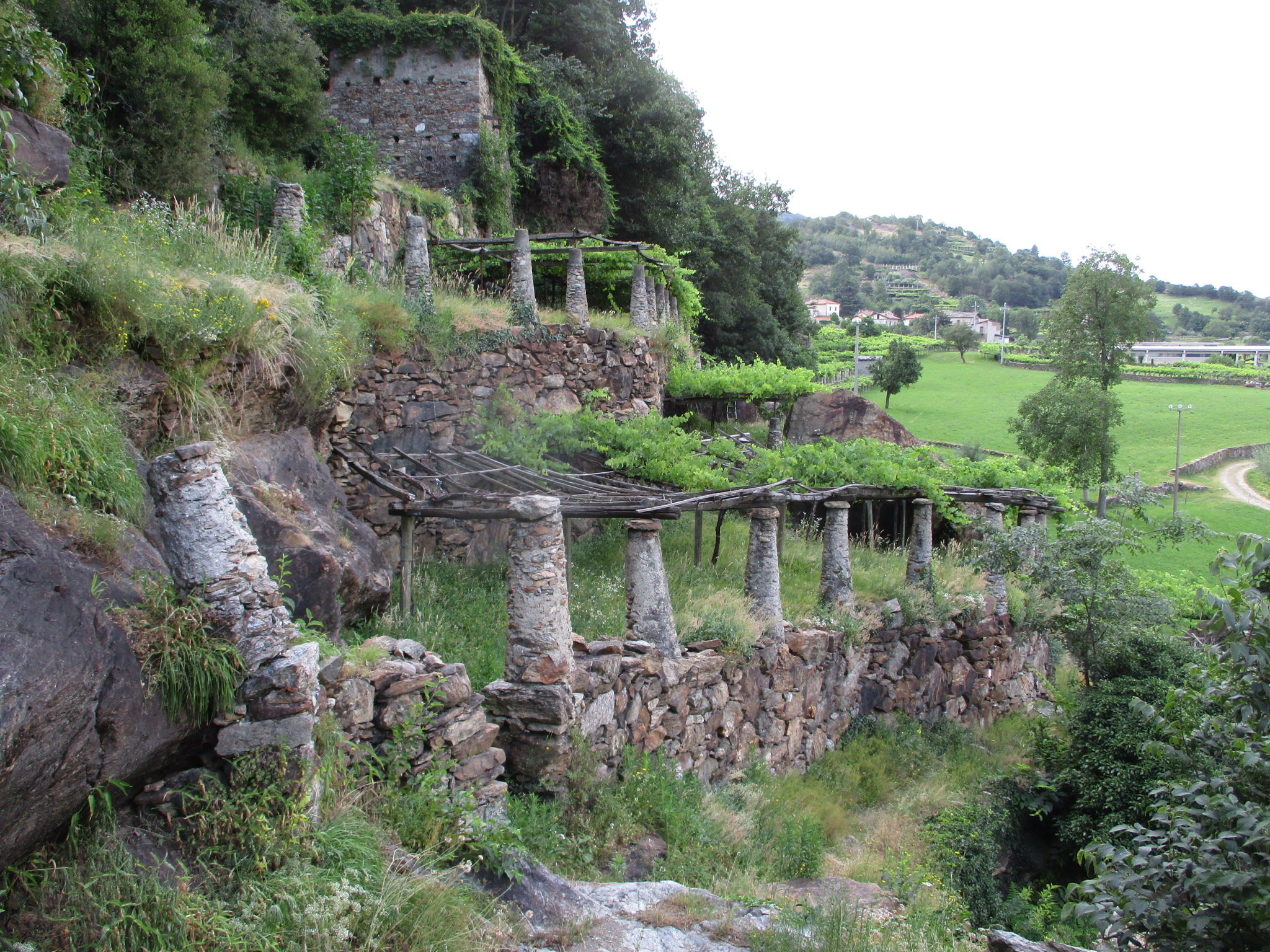

## Culture en terrasses et pergolas
Sur les 500 à 600 ha de vignes, près de 200 ha sont plantés à flanc de coteaux dont la déclivité dépasse les 30 %, et près de 150 ha sont cultivés en terrasse, soit 60 % du vignoble avec travail viticole de la vigne impossible à mécaniser. Environ 70 % des viticulteurs possèdent de très petites parcelles de vigne en terrasses de moins de 0,2 ha, et 3 % seulement dépassent l’hectare, avec une économie viticole principalement organisée en coopératives, pour commercialiser et sauvegarder ce patrimoine viticole local historique hors du commun. 

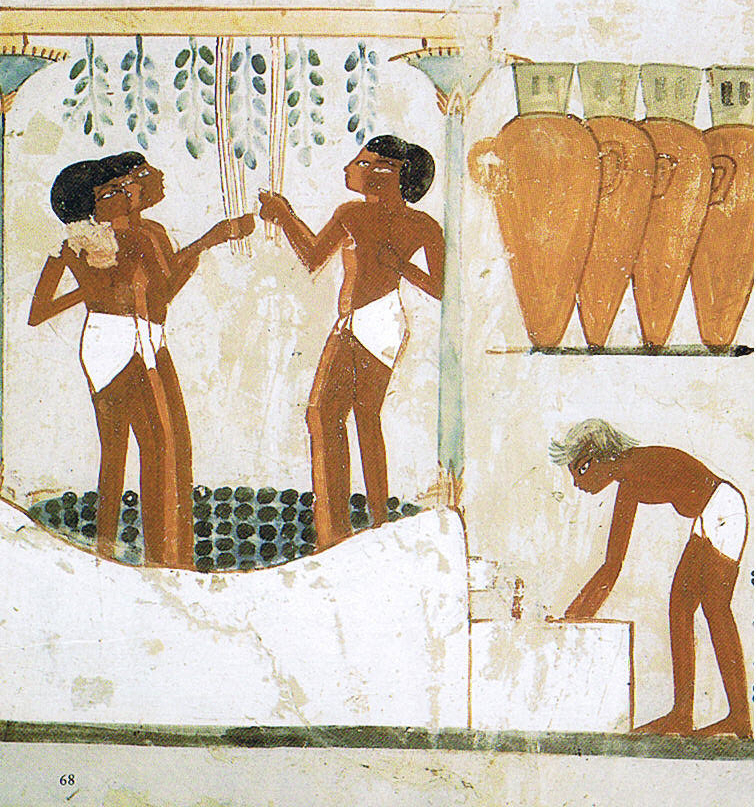
XVe siècle av. J.-C. en Égypte antique
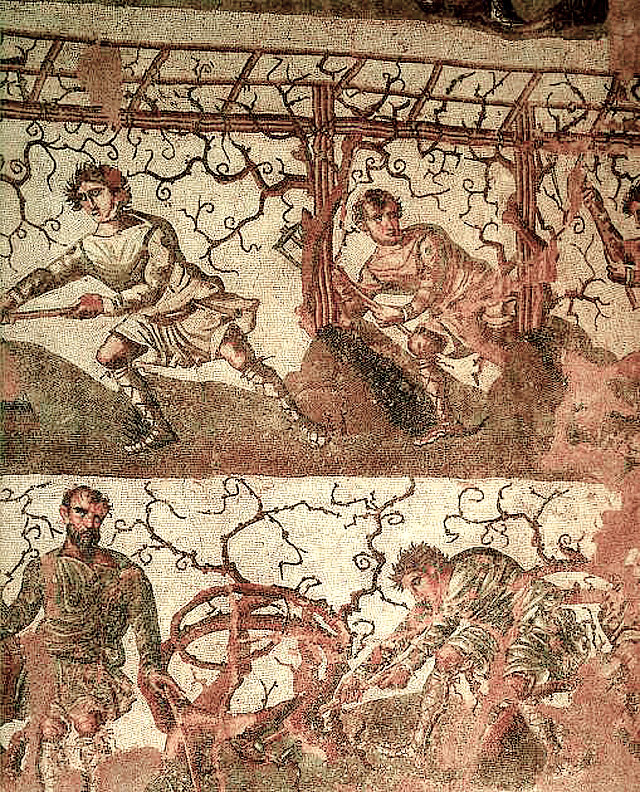
Empire romain
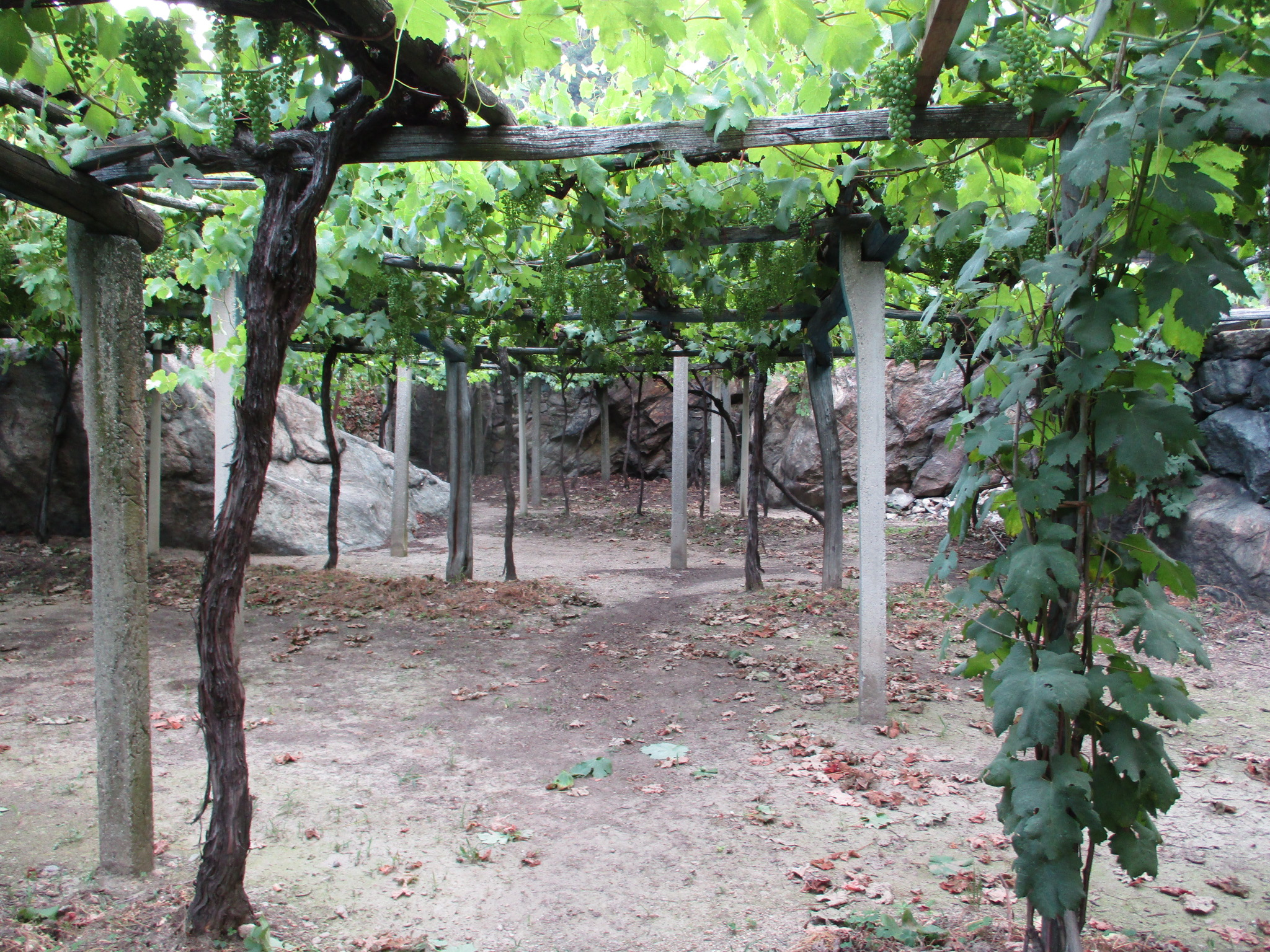
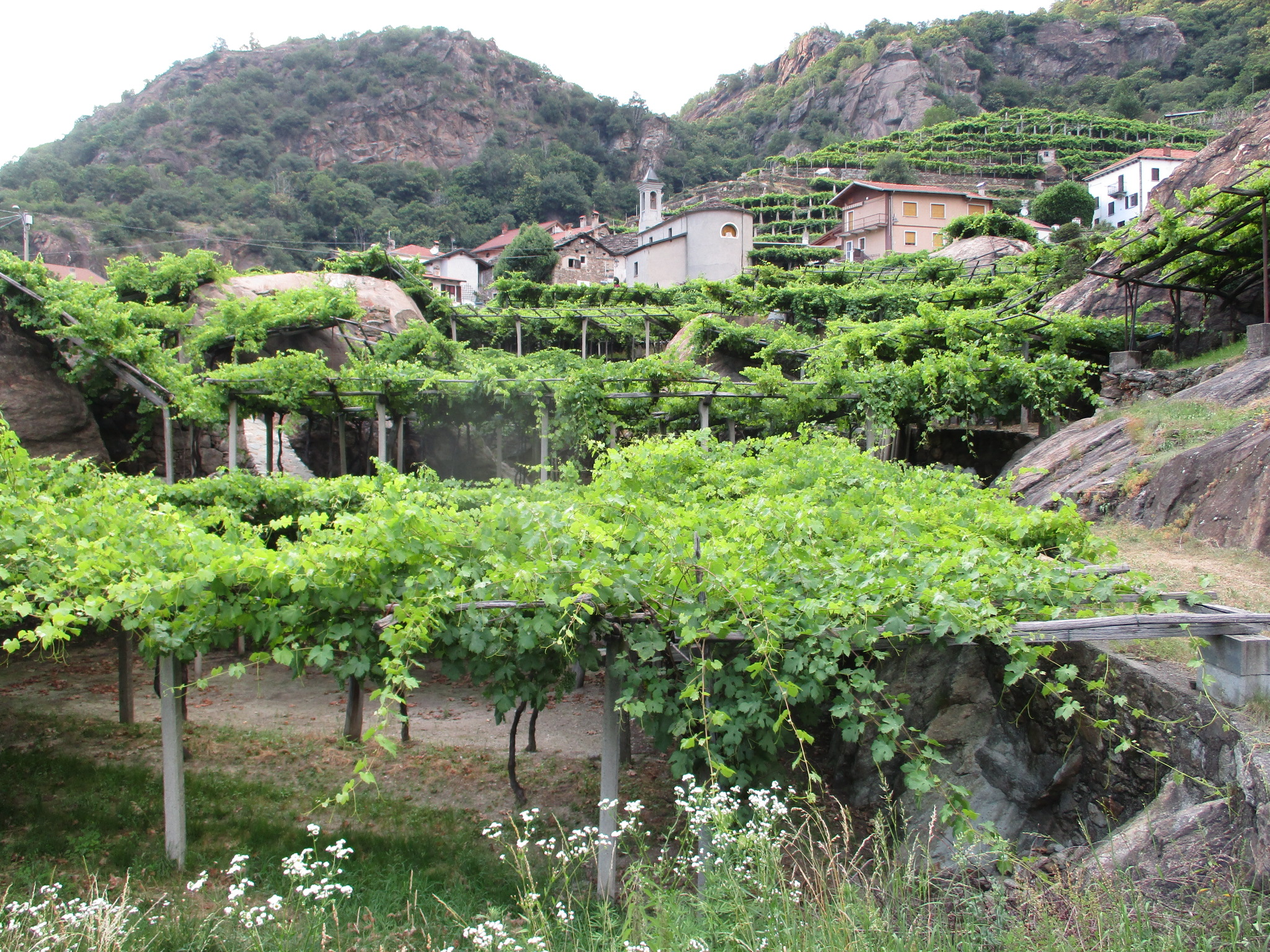
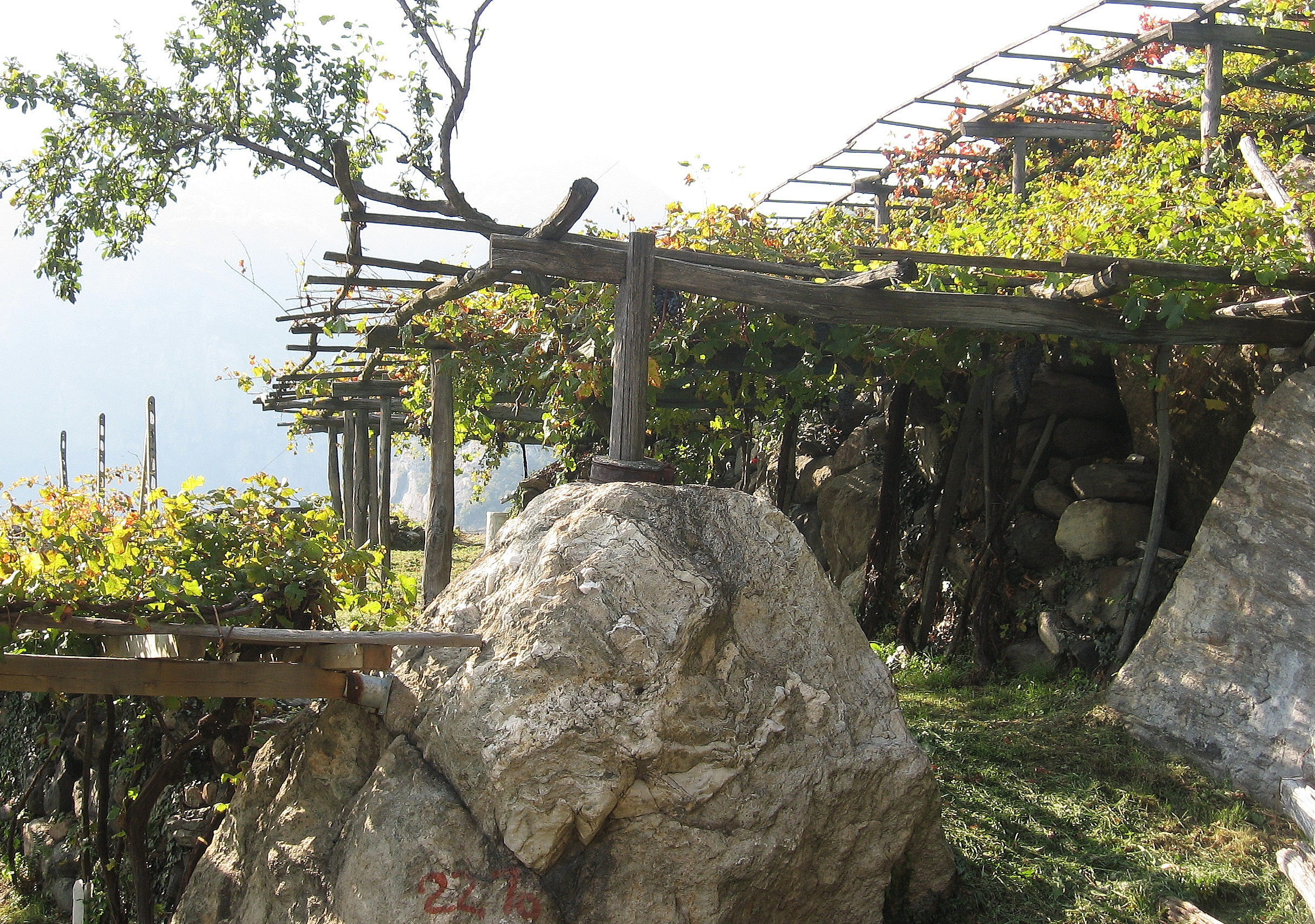
Vignobles en terrasse à Donnas
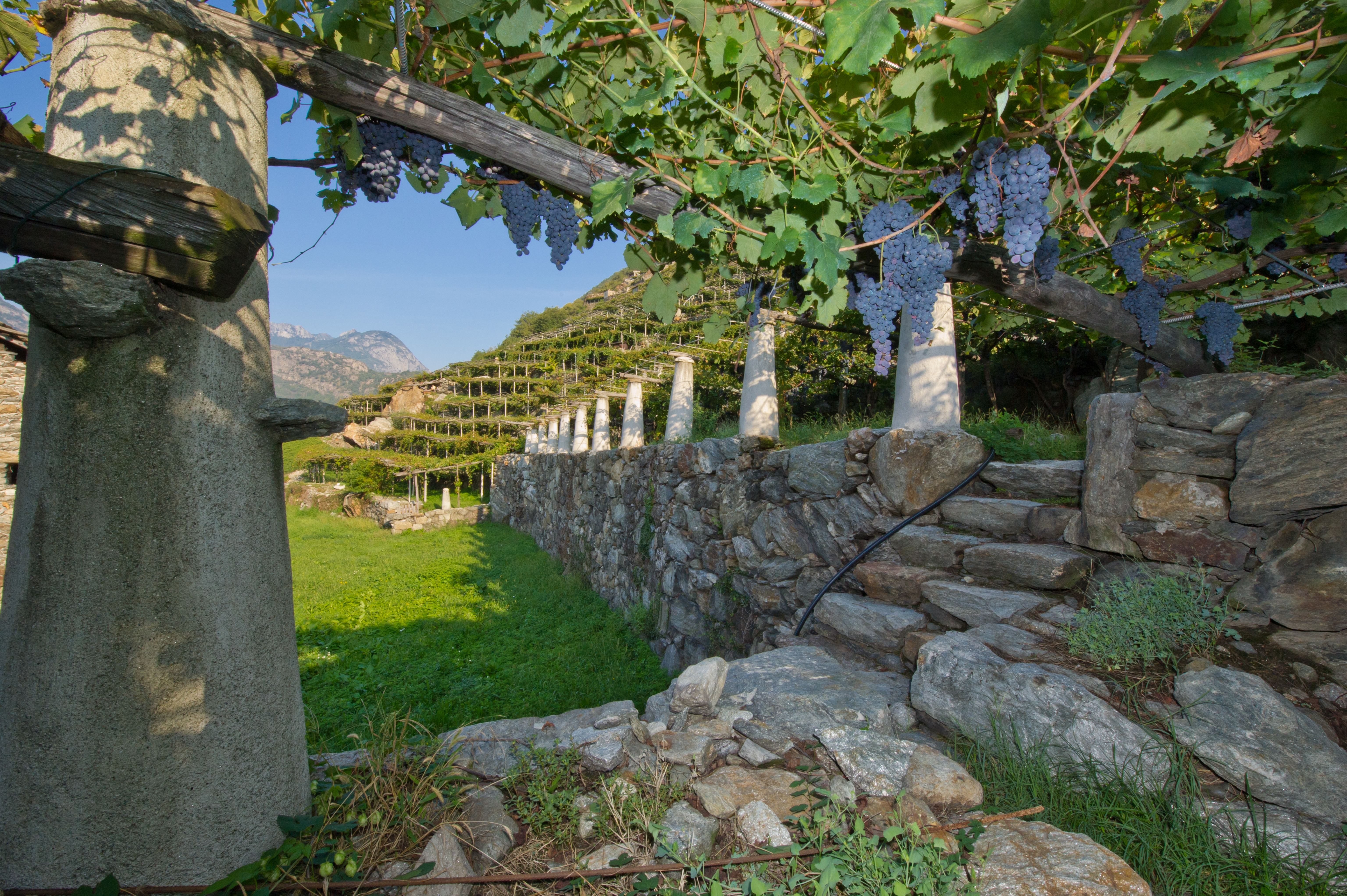

Les flancs de coteaux alpins fortement rocheux empêchent historiquement la plantation de vigne en rang régulier traditionnel. Le vignoble de la Vallée d'Aoste est historiquement planté et exploité en grande partie en culture en terrassesn soutenues par des murets en pierres sèches, et en Pergola (variante des hautains et des treilles des âges les plus anciens de l'Histoire de la vigne et du vin). Les raisins sont doublement exposés au soleil et aux roches chauffées par le soleil. 

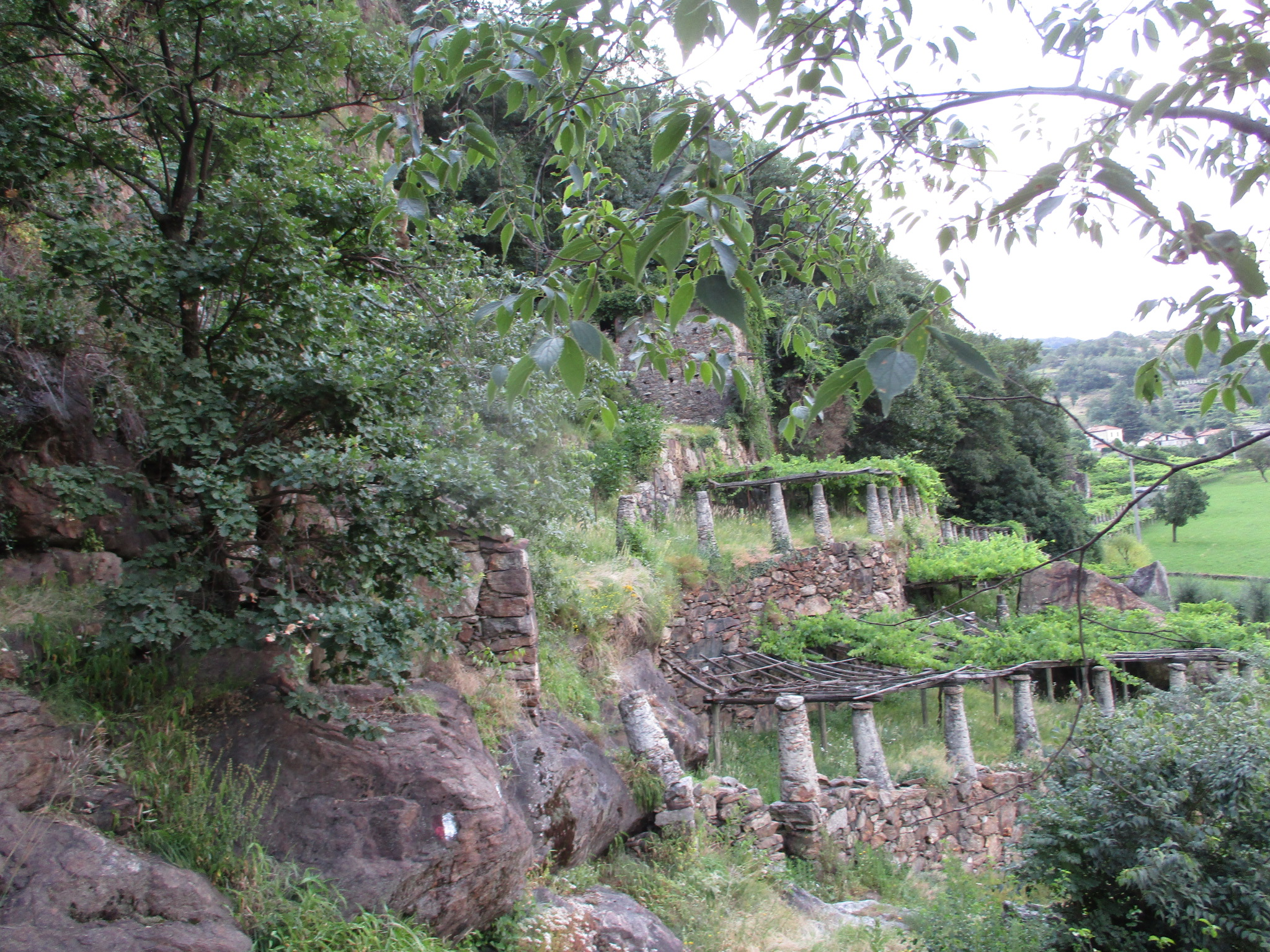
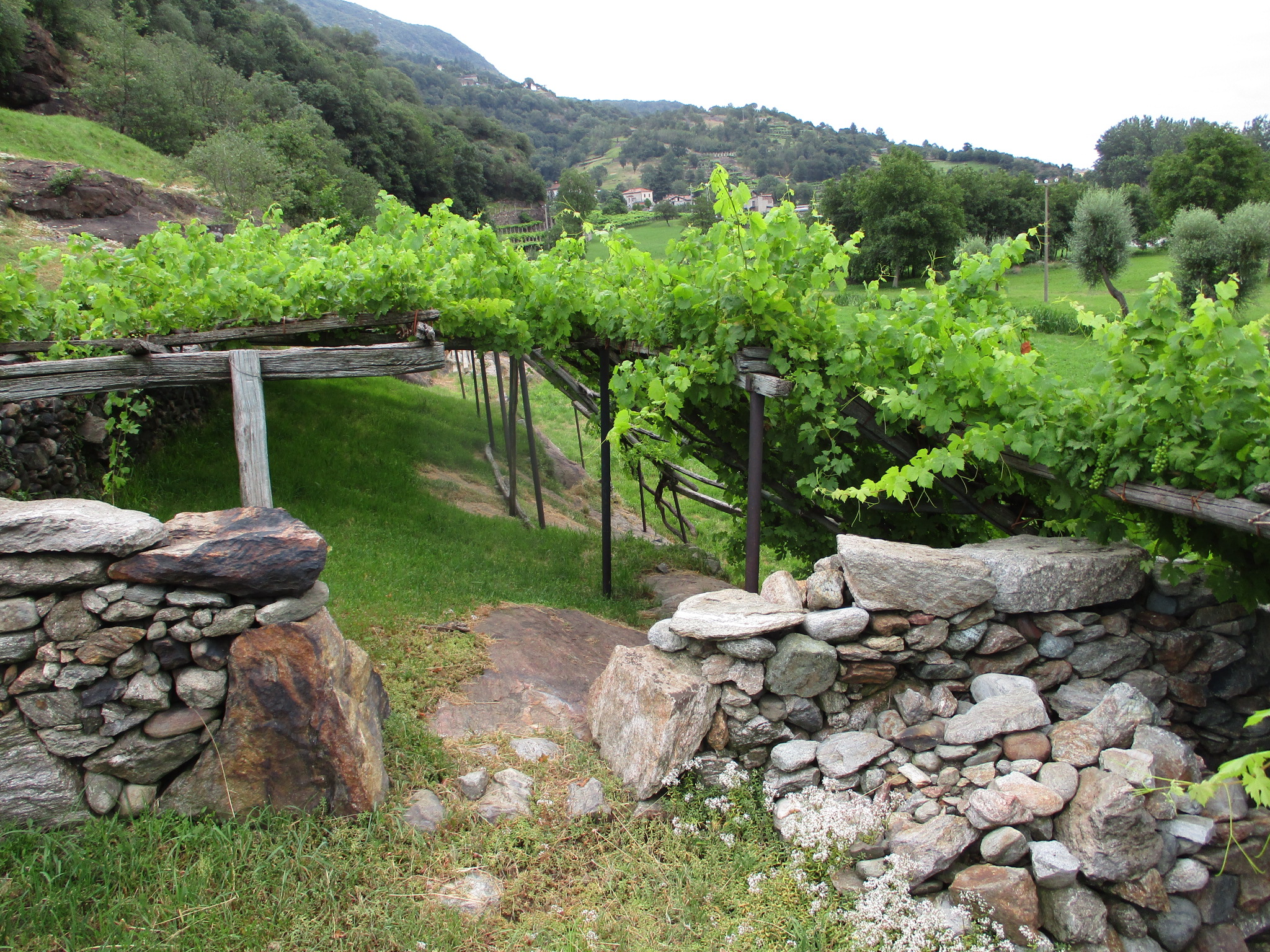
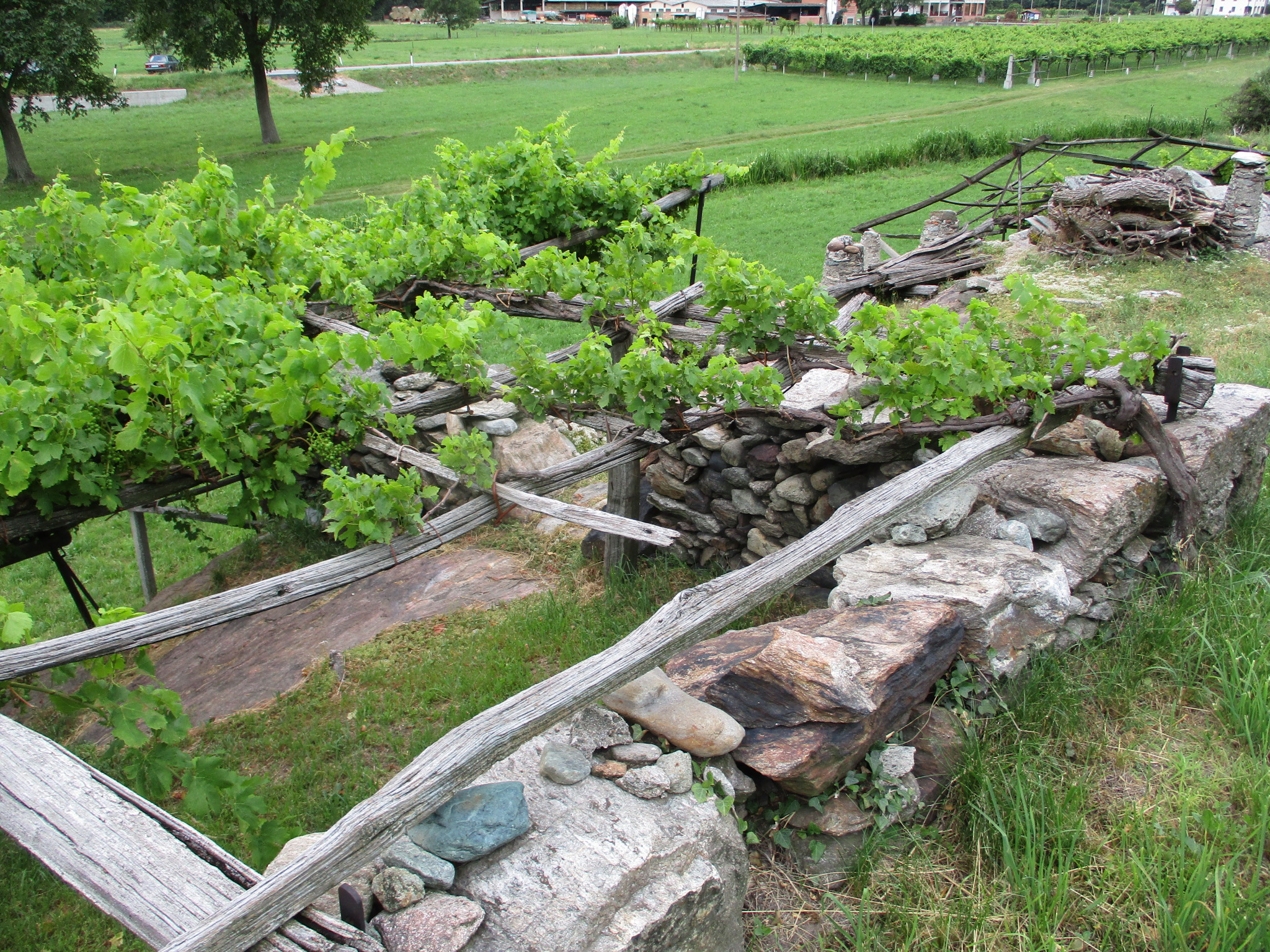
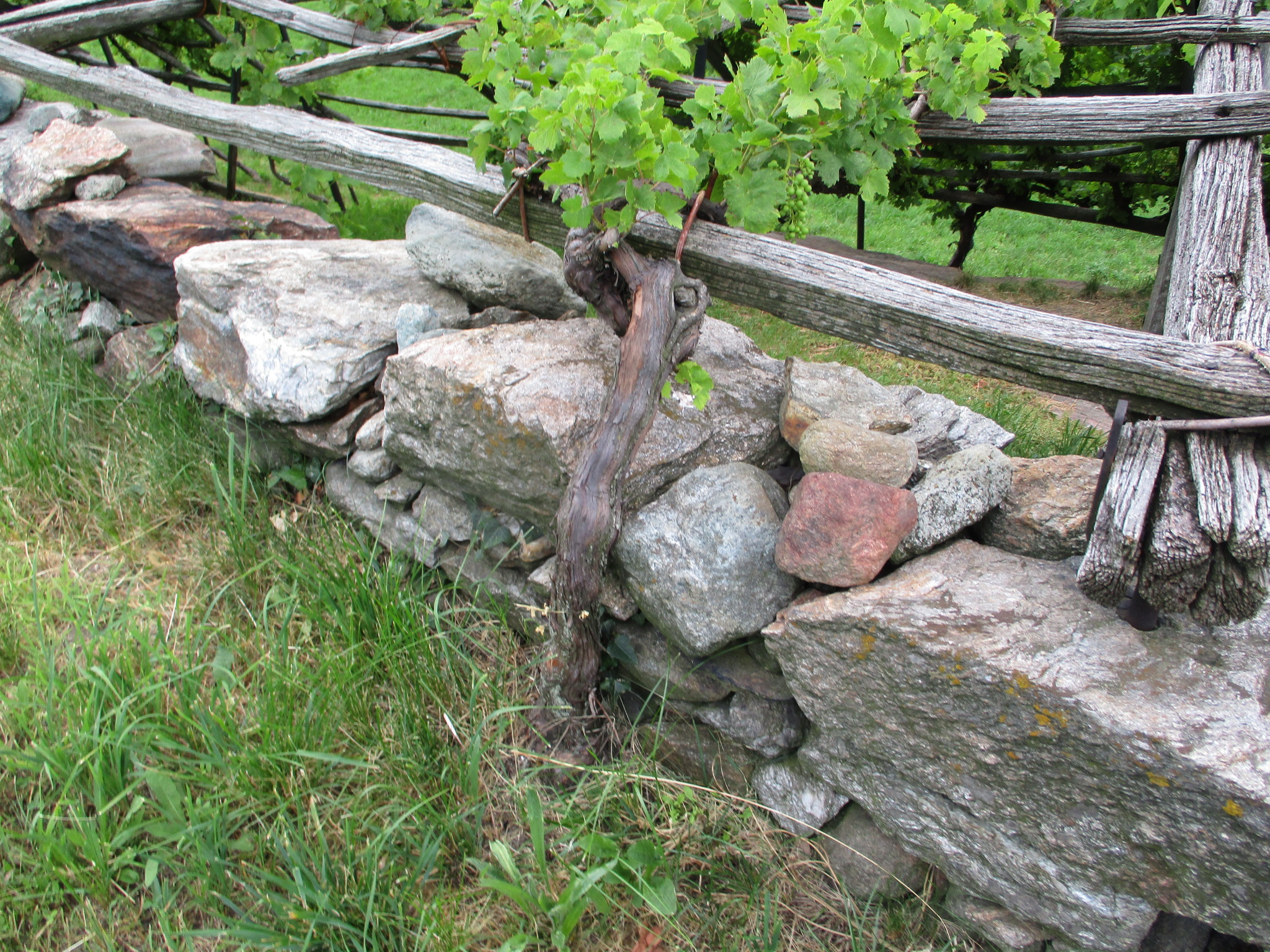
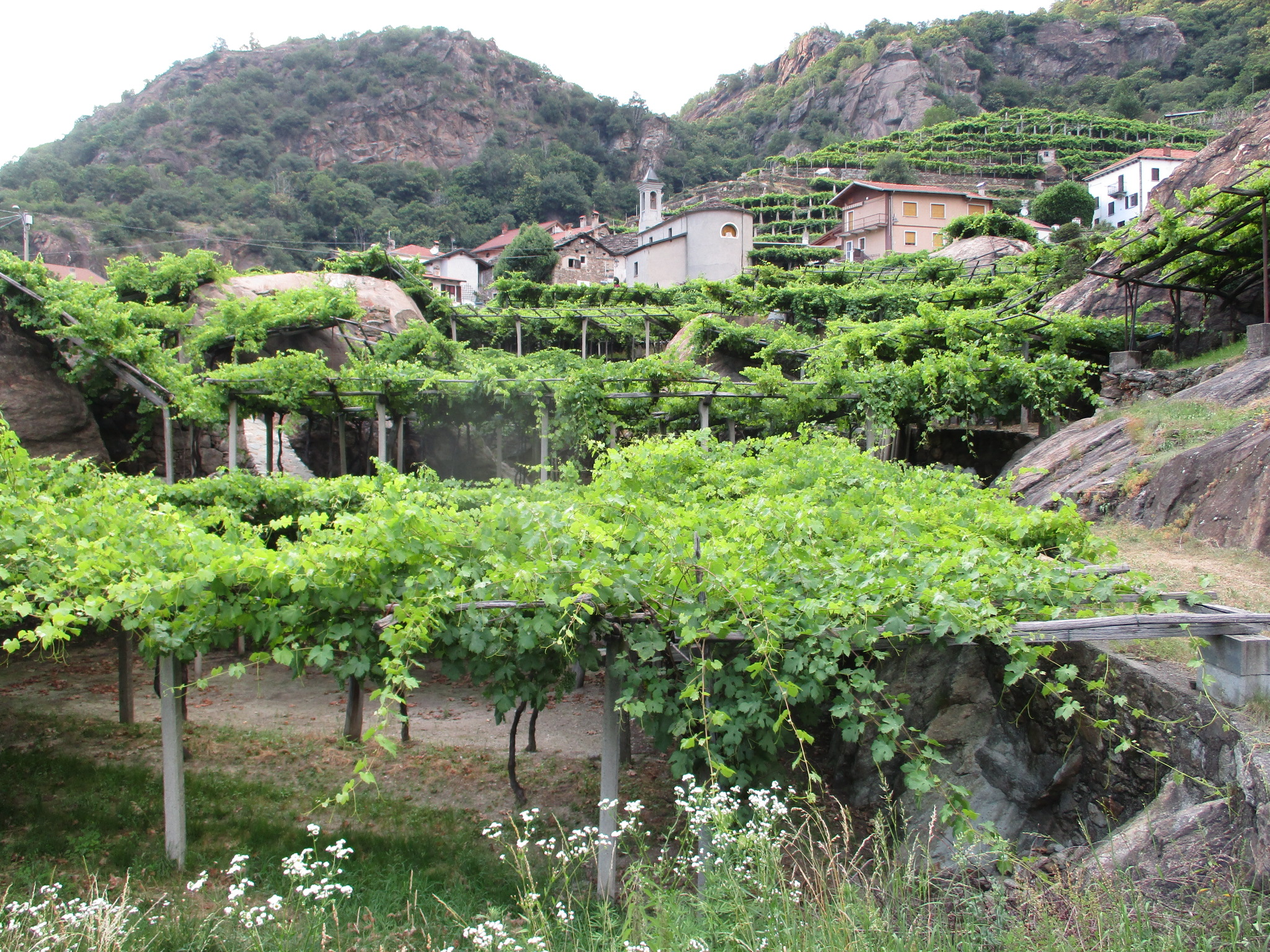
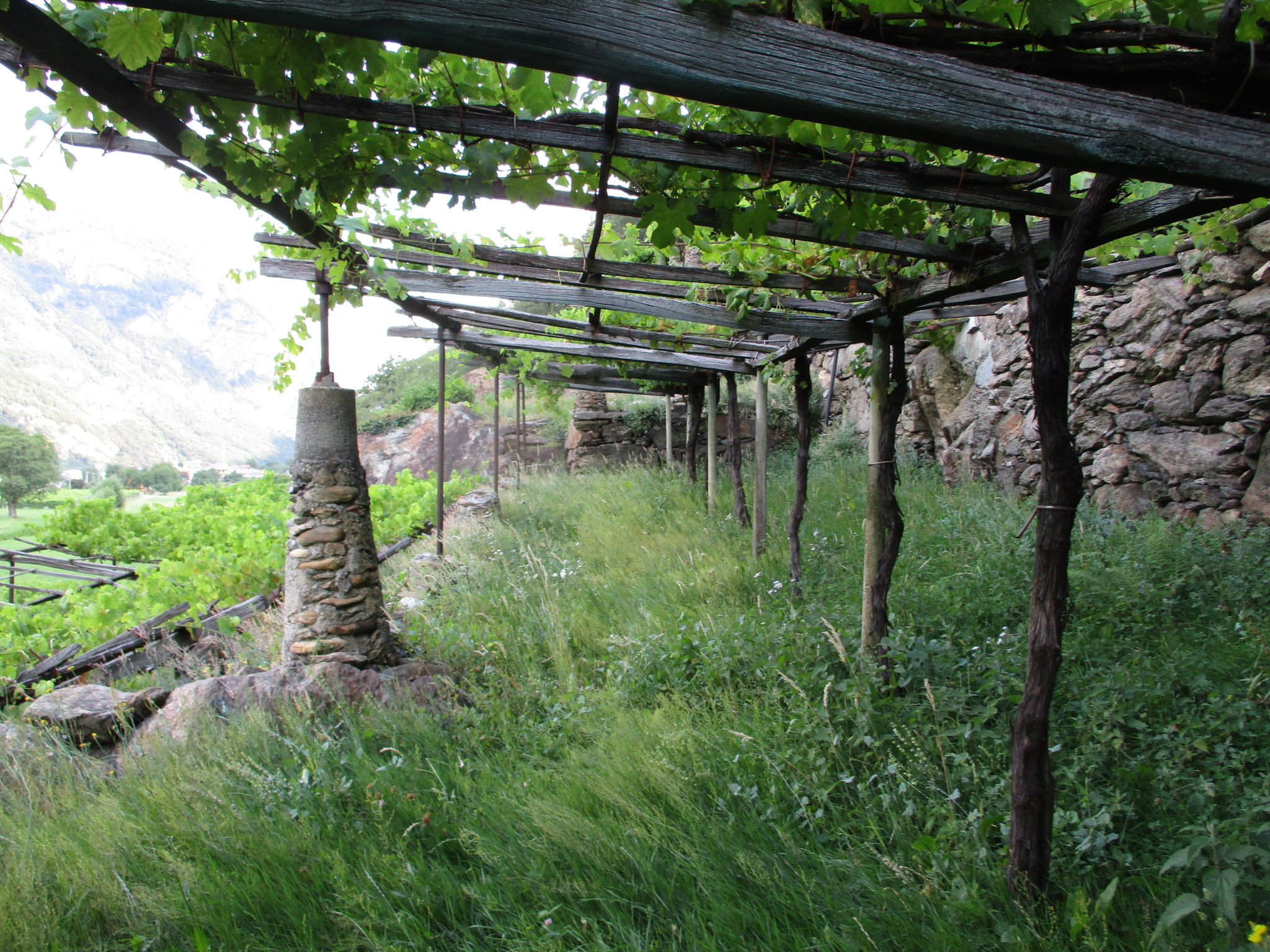

## Production
Le vignoble produit environ 3000 hectolitres annuels de vin de montagne (ou vin d’altitude) réputé, dont près de 10 % produits sous Dénomination d'origine contrôlée DOC, avec environ trois quarts de la production en vin rouge à base principalement des cépages pinot noir, Gamay, Petit rouge, et Prié rouge. Le vin blanc est majoritairement issu du cépage Prié blanc de la coopérative du Blanc de Morgex et de La Salle. Le « Blanc de Morgex et de La Salle » est un des crus d’altitude le plus haut d’Europe. 

Quelques vins et coopératives
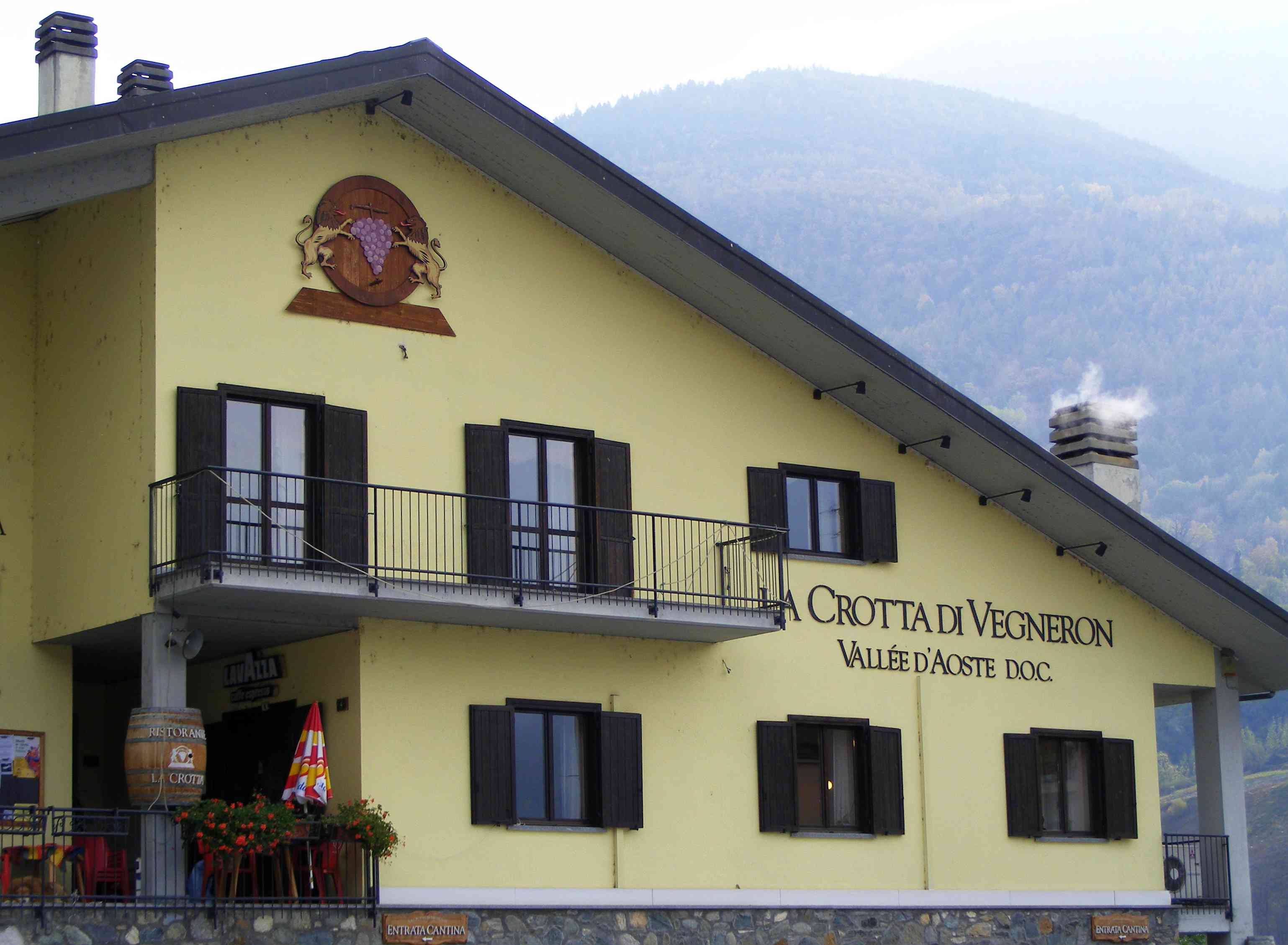
Cave coopérative La Crotta di végneron (fr. La cave des vignerons - Chambave)
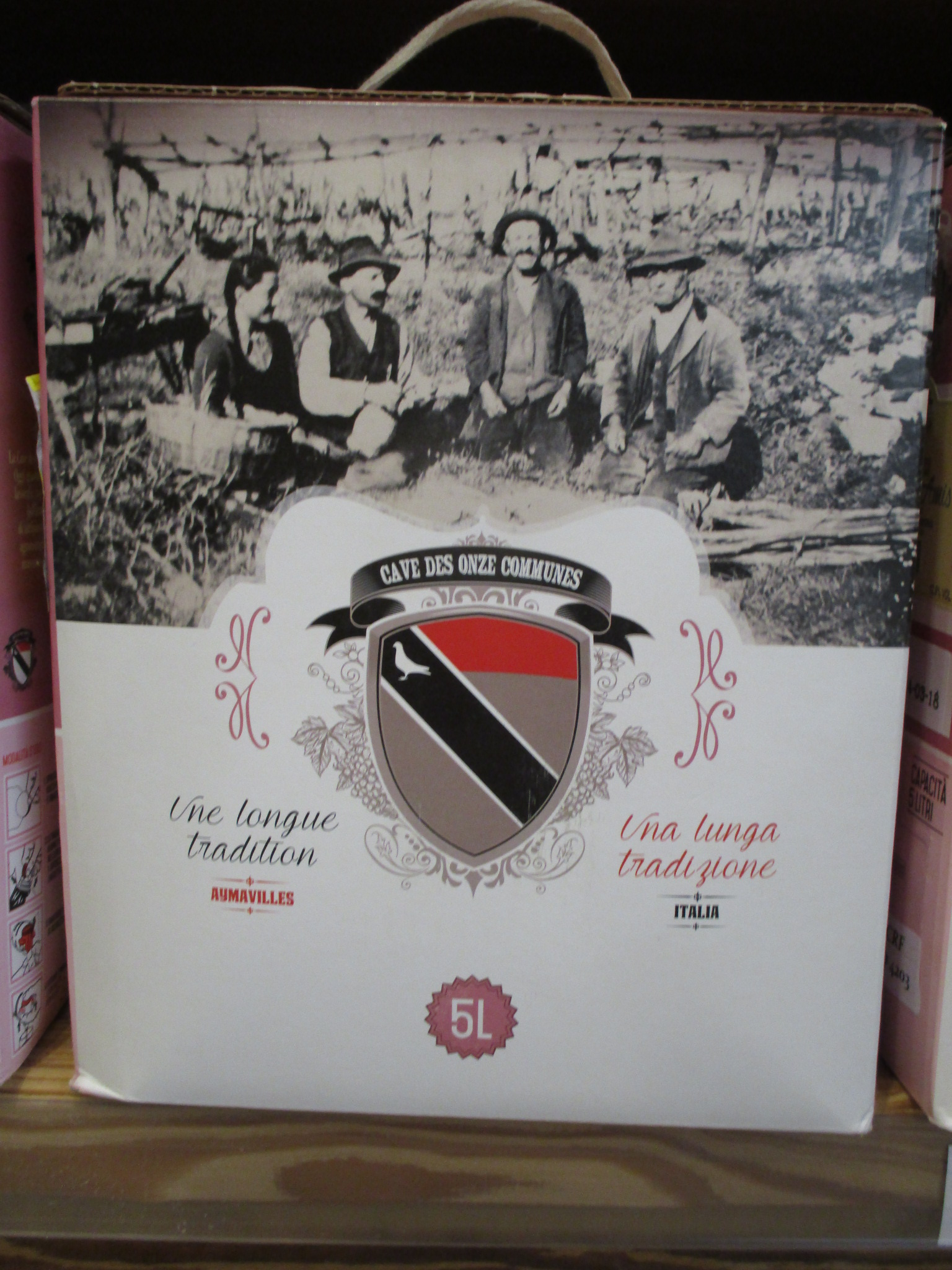
Vin de la Cave des onze communes (Aymavilles)
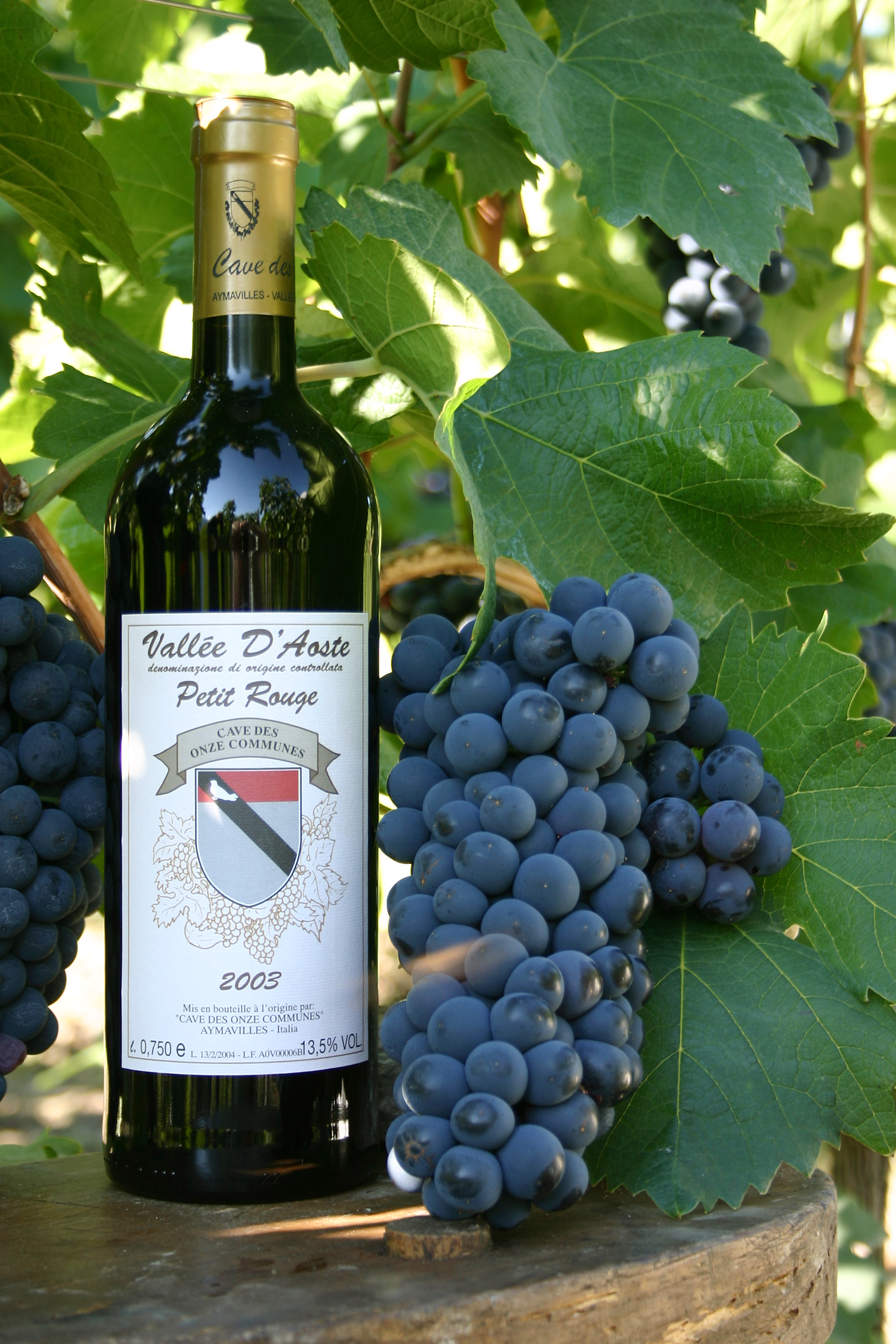
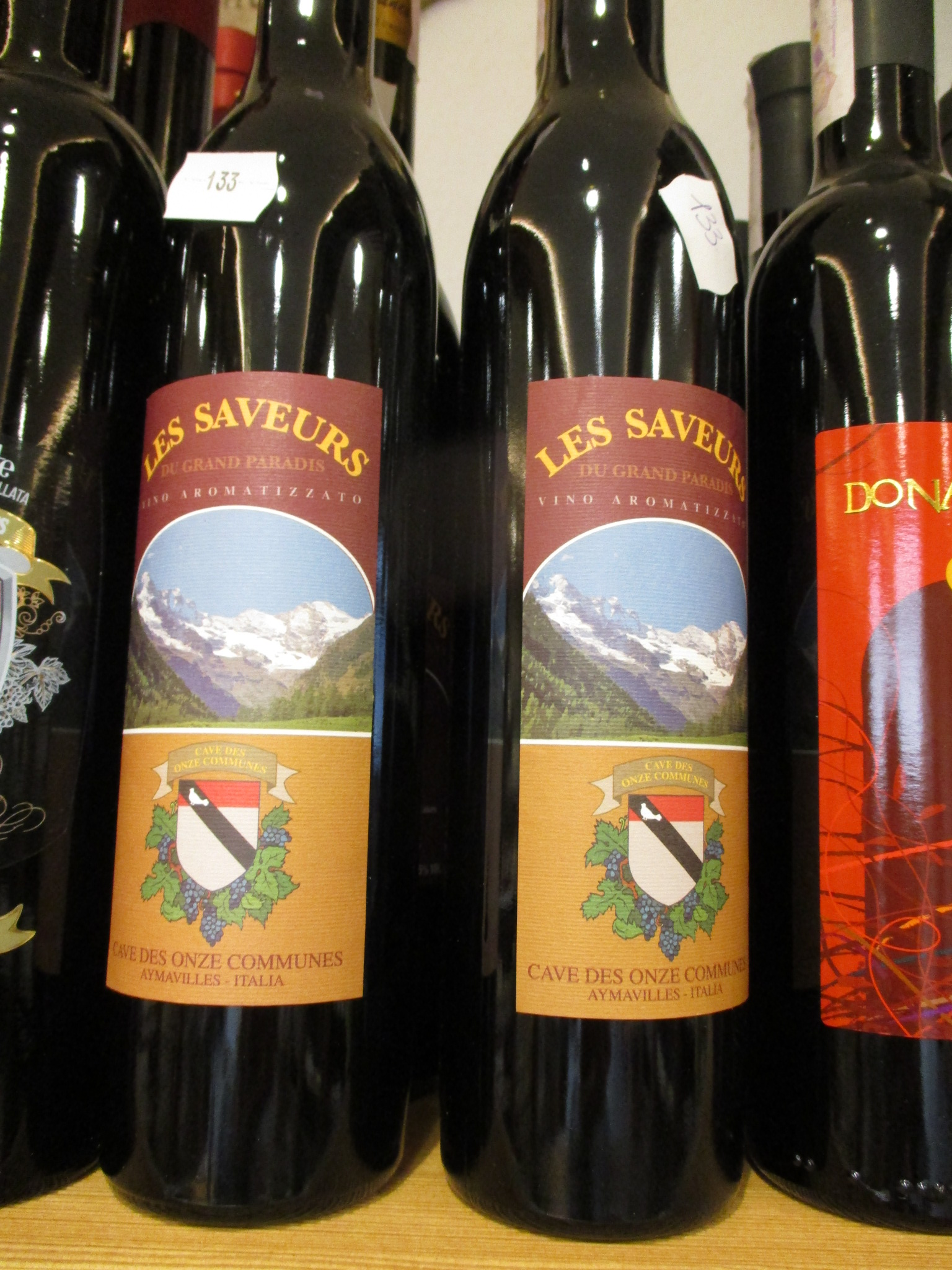
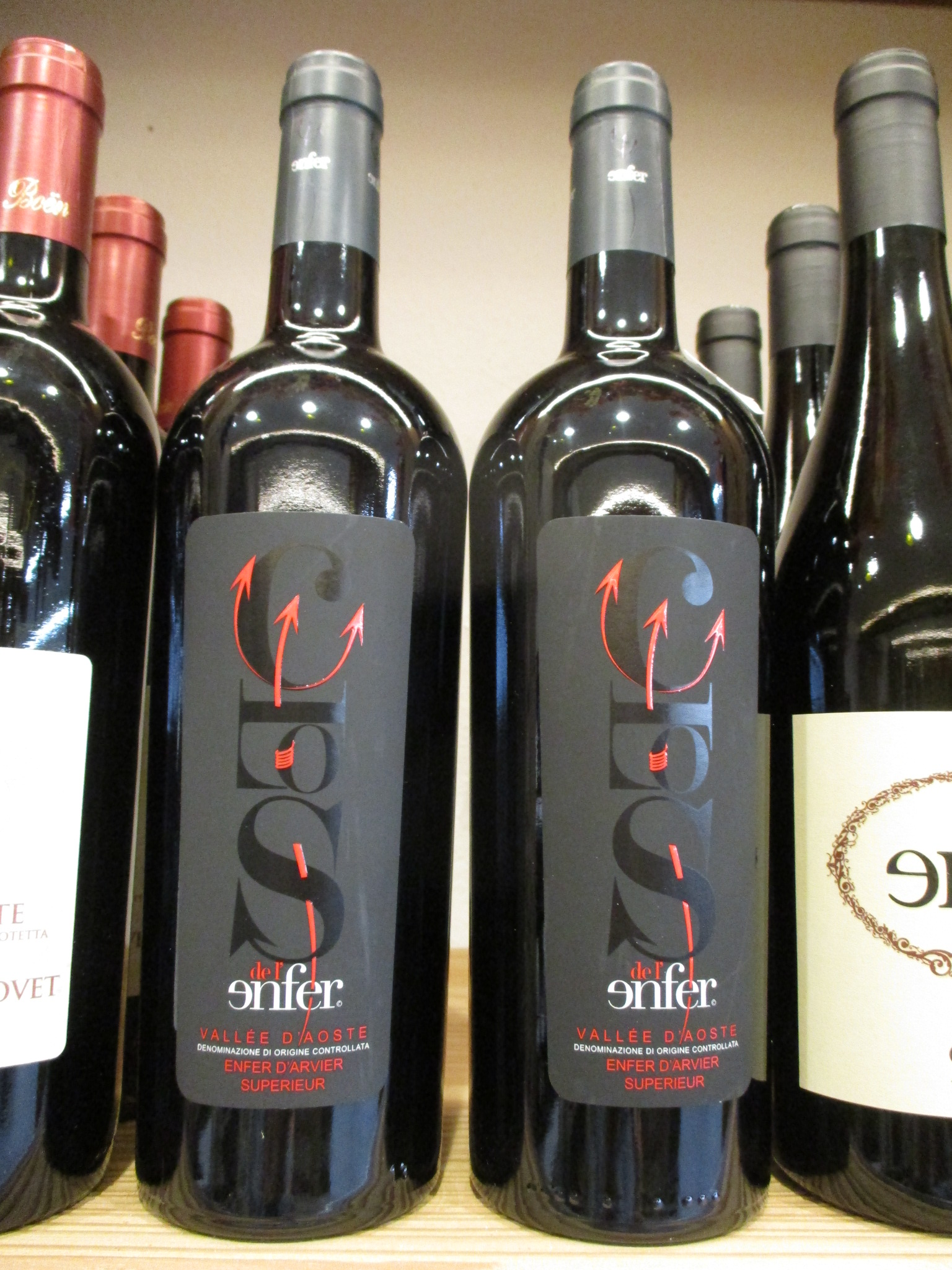
Enfer d'Arvier
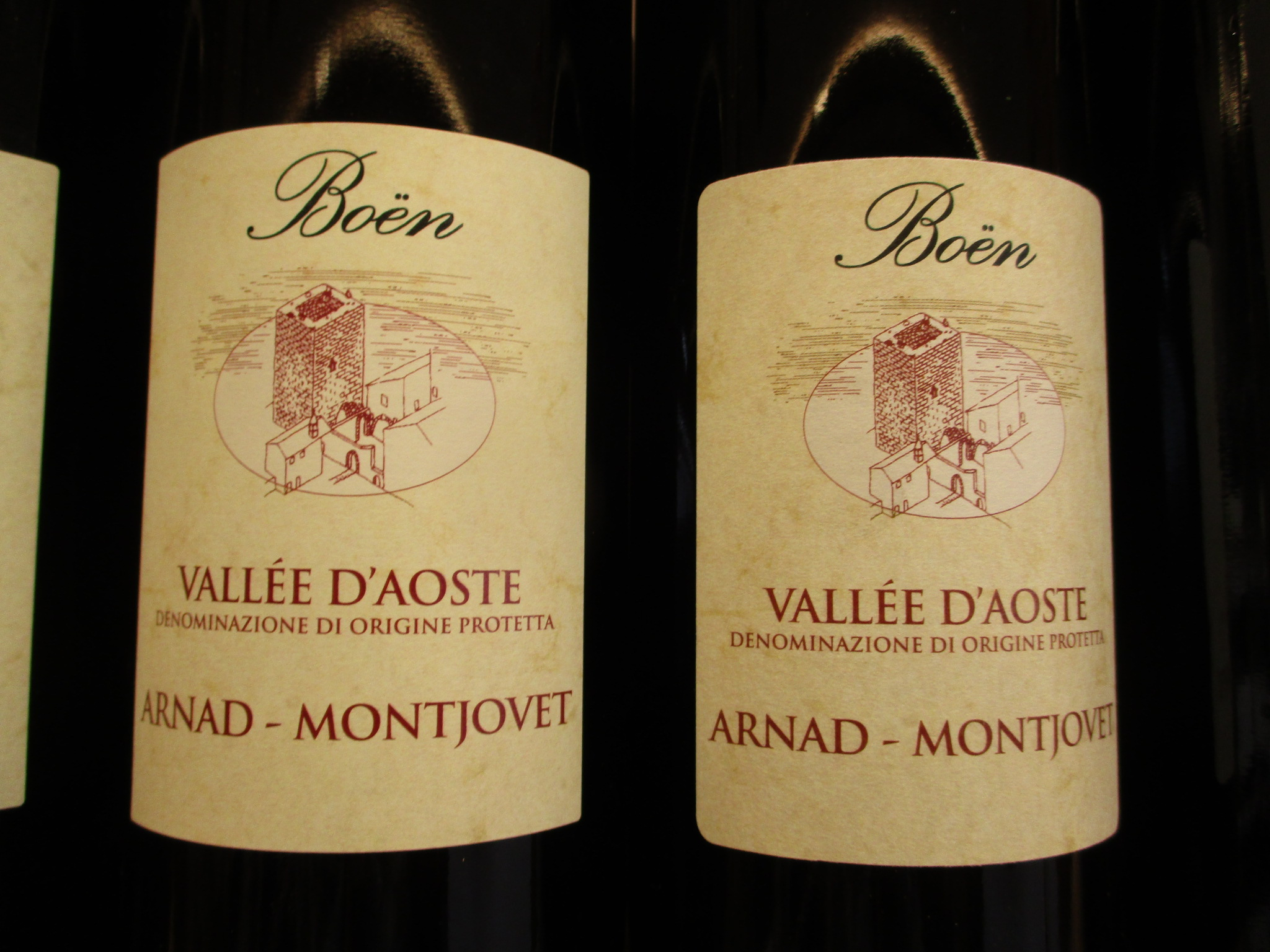
Arnad-Montjovet

## Zones viticoles
Le vignoble de la Vallée d'Aoste est divisé en trois zones viticoles principales : 

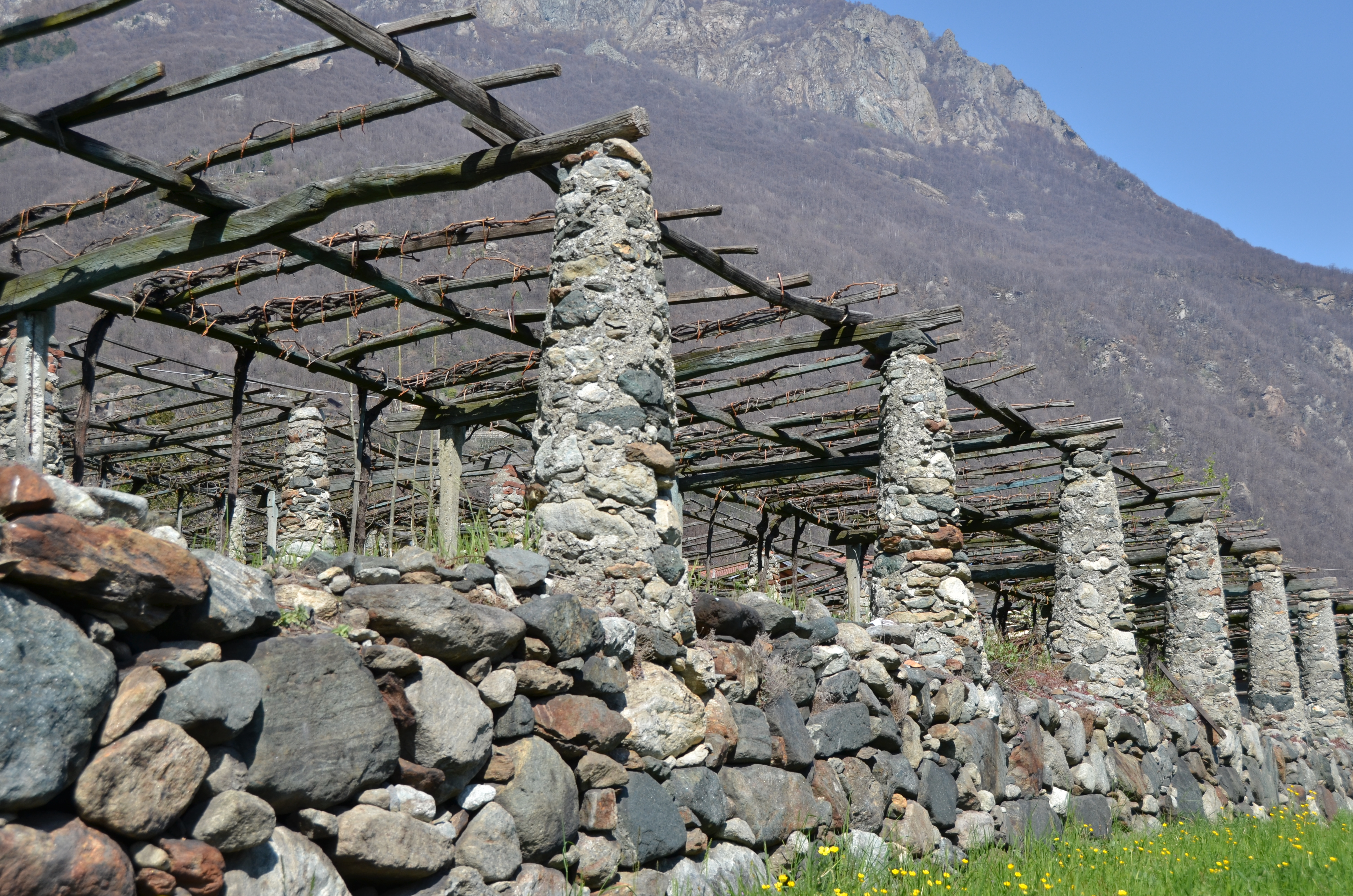
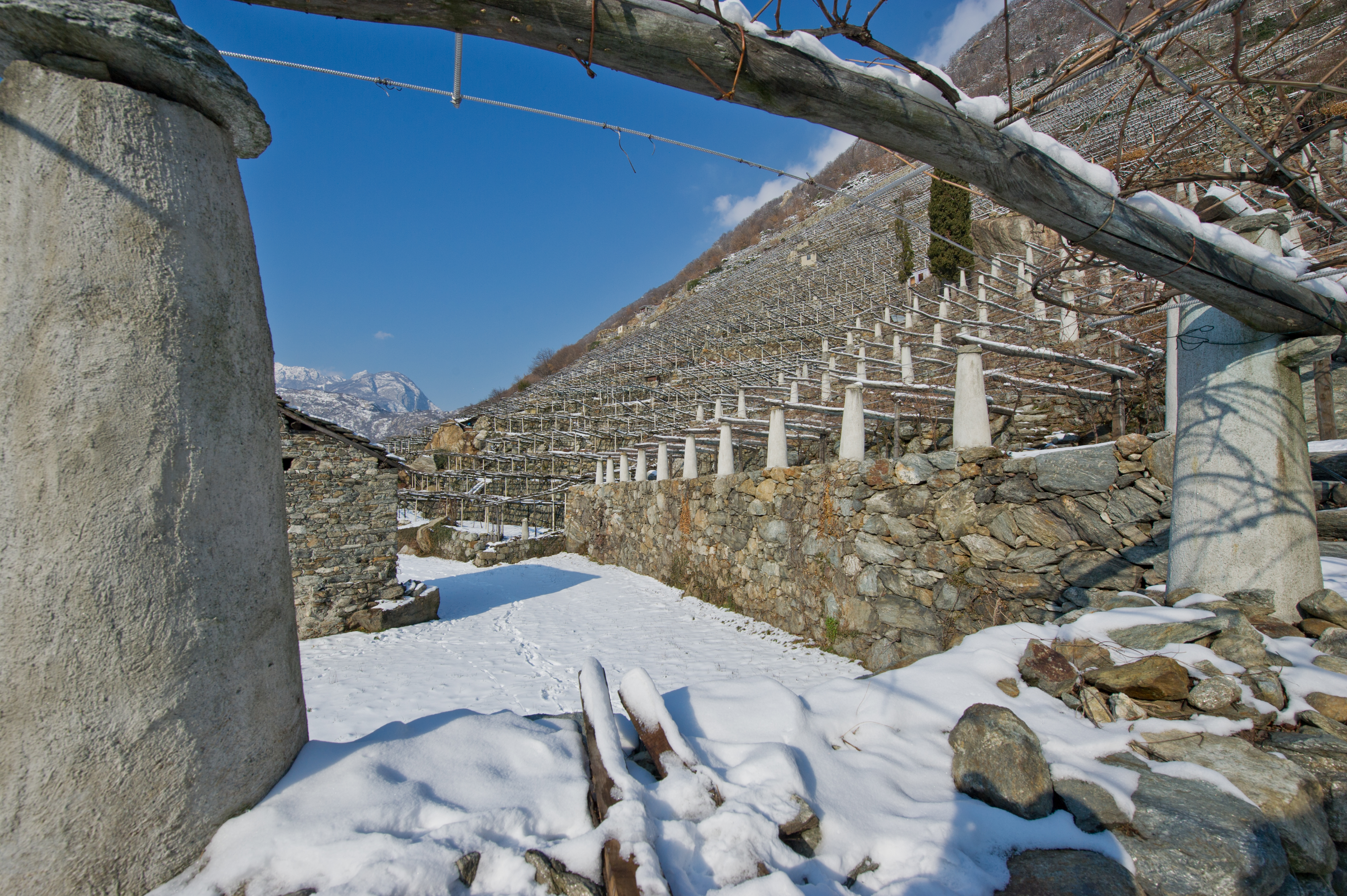
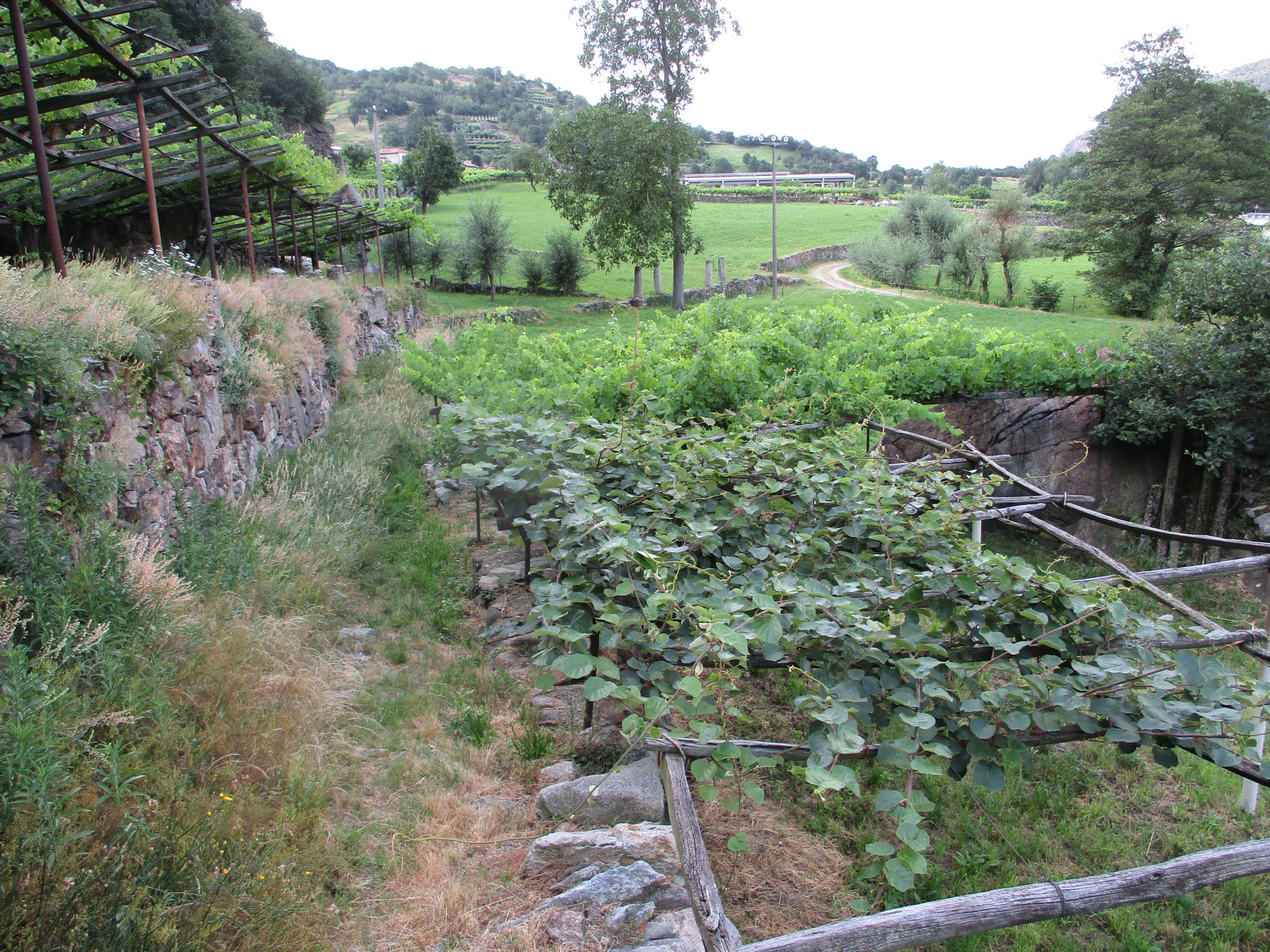
Vignoble et Kiwi
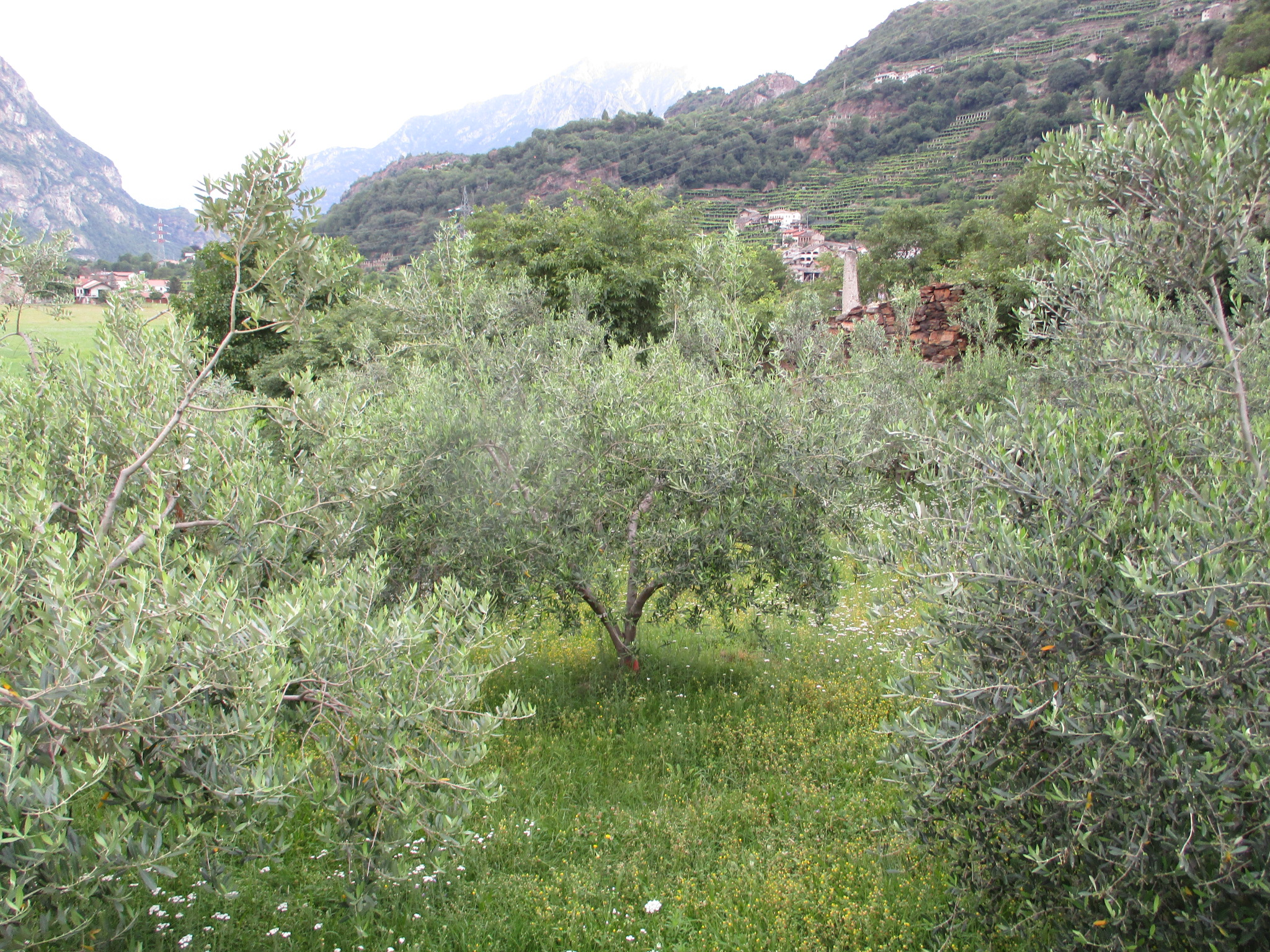
Oliveraie
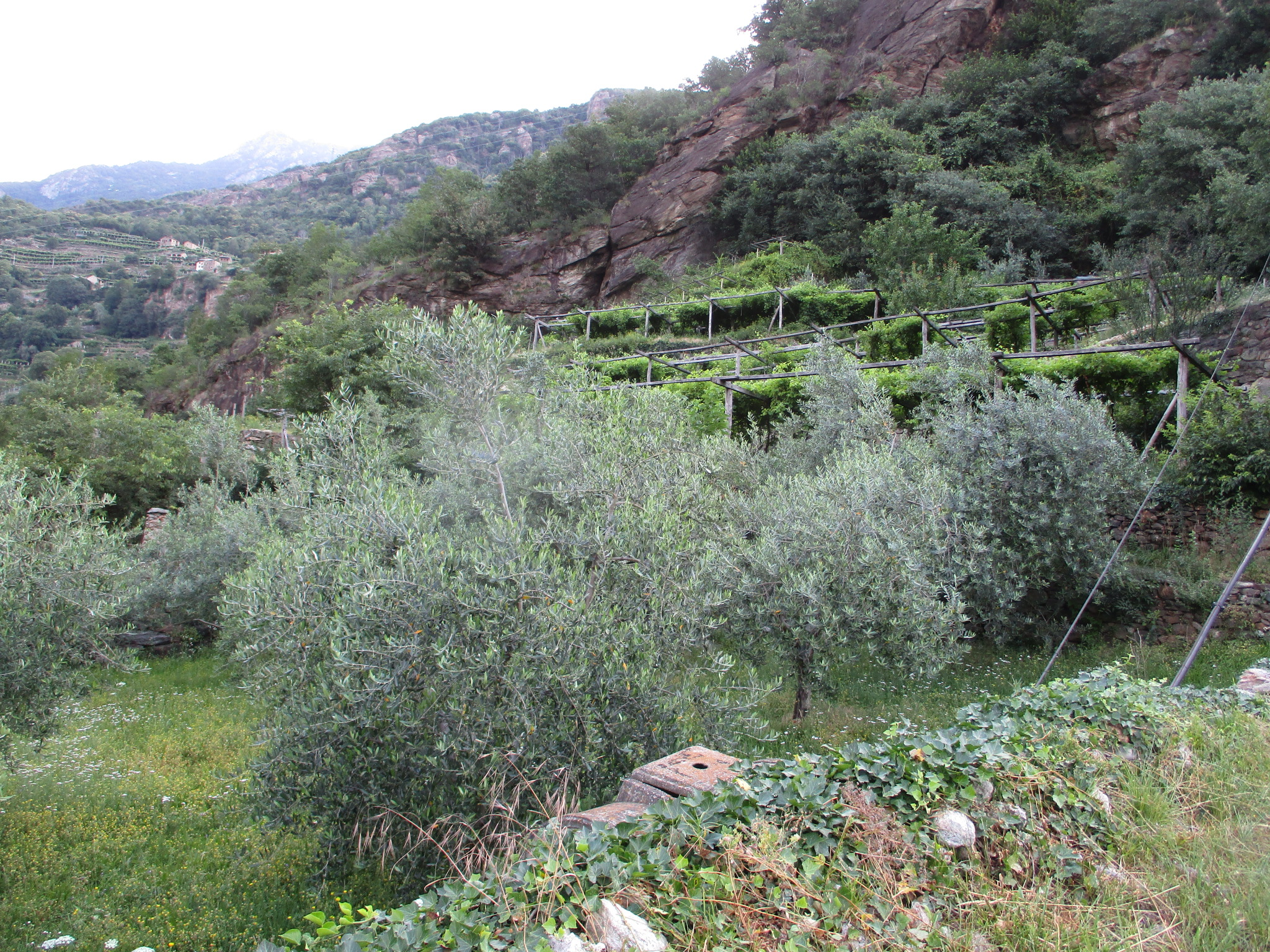
Oliveraie
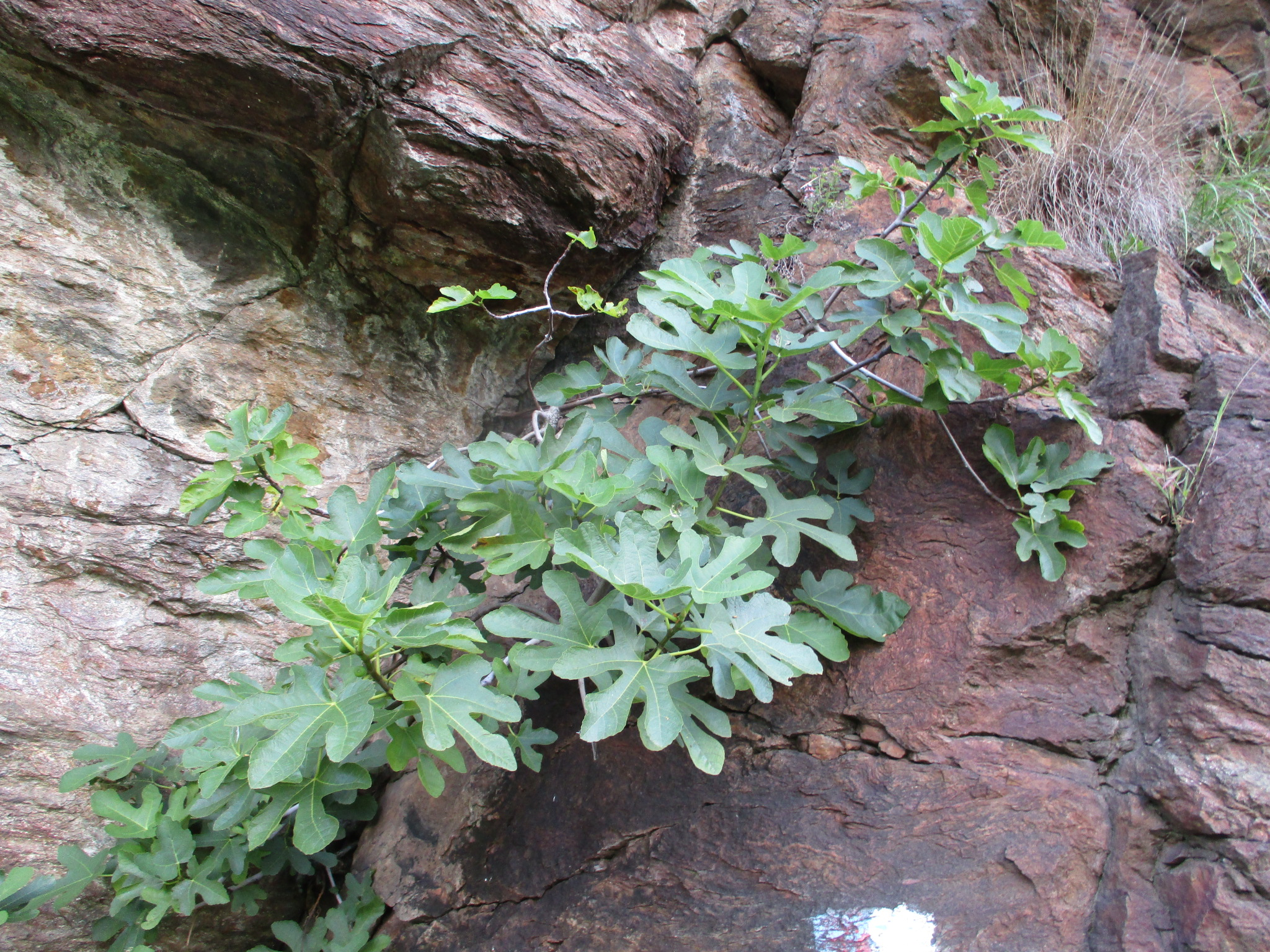
Figuier

- Haute vallée : le Valdigne au nord-ouest, entre La Salle et Courmayeur, vers le Mont Blanc de Courmayeur, la frontière française, et le Mont Blanc. Le Blanc de Morgex et de La Salle, avec les vignobles les plus élevés d'Europe à 1200 m d’altitude, produit majoritairement du vin blanc et vin mousseux à base de cépage Prié blanc (ou Blanc de Morgex). Le « Blanc de Morgex » est un des crus d’altitude le plus haut d’Europe.

- Vallée centrale : la zone la plus productive de la région, subdivisée en quatre zones productrices de vin rouge à base de cépages Petit rouge, Dolcetto, Gamay, Neyret (en), Pinot noir, Vien de Nus, Fumin et autres, et de vins blancs à base de cépages Pinot gris Malvoisie et de Muscat :
  - Arvier (Enfer d'Arvier)
  - Torrette (Vallée d'Aoste Torrette, Vallée d'Aoste Torrette supérieur)
  - Nus (Vallée d'Aoste Nus Malvoisie, Vallée d'Aoste Nus Malvoisie flétri, Vallée d'Aoste Nus rouge)
  - Chambave (Vallée d'Aoste Chambave Muscat, Vallée d'Aoste Chambave Muscat flétri, Vallée d'Aoste Chambave rouge).
- Basse vallée (proche du célèbre vignoble Piémont) : Nebbiolo cher au célèbre voisin piémontais. La basse vallée est divisée en deux zones principales productrices de vin rouge moyennement corsé à base de cépages Nebbiolo, Dolcetto, Freisa, Neyret, Pinot noir et Vien de Nus : 
  - Région d'Arnad-Montjovet
  - Région de Donnas

## Appellations contrôlées
Le vignoble de la Vallée d'Aoste bénéficie de 7 appellations géographiques (et sous appellations) : Blanc de Morgex et de La Salle, Enfer d’Arvier, Torrette, Nus, Chambave, Arnad-Montjovet, Donnas, pour 15 cépages Chardonnay, Cornalin, Fumin, Gamay, Mayolet, Merlot, Müller-thurgau, Nebbiolo, Petite Arvine, Petit rouge, Pinot gris, Pinot noir, Premetta, Syrah.
Depuis le 30 juillet 1985 l'appellation contrôlée D.O.C. (Dénomination d'origine contrôlée) impose pour la majorité des vins, des rendements de récolte inférieurs à 12 tonnes par hectare avec un minimum d' alcool d'au moins 9 %. Les vins doivent généralement vieillir au moins 6 mois avant commercialisation. Seuls les vins élaborés et issus des récoltes de raisin obtenues à l'intérieur du territoire enregistré dans le décret attaché à la DOC peuvent utiliser commercialement ces appellations préservées. Les vignobles enregistrés se situent dans la Vallée d'Aoste dans les communes de : Aoste, Arnad, Arvier, Avise, Aymavilles, Bard, Brissogne, Challand-Saint-Victor, Chambave, Champdepraz, Charvensod, Châtillon, Donnas, Fénis, Gressan, Hône, Introd, Issogne, Jovençan, La Salle, Montjovet, Morgex, Nus, Perloz, Pollein, Pontey, Pont-Saint-Martin, Quart, Saint-Christophe, Saint-Denis, Saint-Nicolas, Saint-Vincent, Sarre, Verrayes, Verrès et Villeneuve.
| - Vallée d'Aoste Arnad-Montjovet - Vallée d'Aoste Arnad-Montjovet supérieur - Vallée d'Aoste Blanc de Morgex et de La Salle - Vallée d'Aoste Chambave Muscat - Vallée d'Aoste Chambave Muscat flétri - Vallée d'Aoste Chambave rouge - Vallée d'Aoste Chardonnay - Vallée d'Aoste Donnas - Vallée d'Aoste Enfer d'Arvier | - Vallée d'Aoste Fumin - Vallée d'Aoste Gamay - Vallée d'Aoste Müller Thurgau - Vallée d'Aoste Nus Malvoisie - Vallée d'Aoste Nus Malvoisie flétri - Vallée d'Aoste Nus rouge - Vallée d'Aoste Petit Rouge - Vallée d'Aoste Petite Arvine - Vallée d'Aoste Pinot Gris | - Vallée d'Aoste Pinot Noir - Vallée d'Aoste Premetta - Vallée d'Aoste Torrette - Vallée d'Aoste Torrette supérieur - Vallée d'Aoste blanc - Vallée d'Aoste nouveau - Vallée d'Aoste rosé - Vallée d'Aoste rouge |

## Autres vins
Appellations d'origine de vins valdôtains non DOC : 

### Rouges
- Le Grand cru de Chambave, élaboré à Champlan, localité de Chambave ;
- Le vin de la Réserve des chanoines, de raisin Gamay, le fleuron des Chanoines réguliers du Grand-Saint-Bernard, élaboré à Cossan (colline d'Aoste) ;
- Le Sabla, qui tire son appellation du coteau sableux où croît la vigne dont il est issu, à Aymavilles ;
- Le Sang des Salasses

### Blancs
- Le Blanc de Cossan, élaboré à partir de raisins grenache à Montfleury ;
- Le Montouvert, muscat blanc liquoreux, élaboré à Villeneuve ;
- Le Prié ;
- Le Riesling du Mont-Cenis, qui porte la marque Vignobles du château de Montfleury ;
- Le Vin du Conseil, élaboré à partir de raisin petite arvine.

## Producteurs

Quelques fermes et cabordes anciennes de montagne
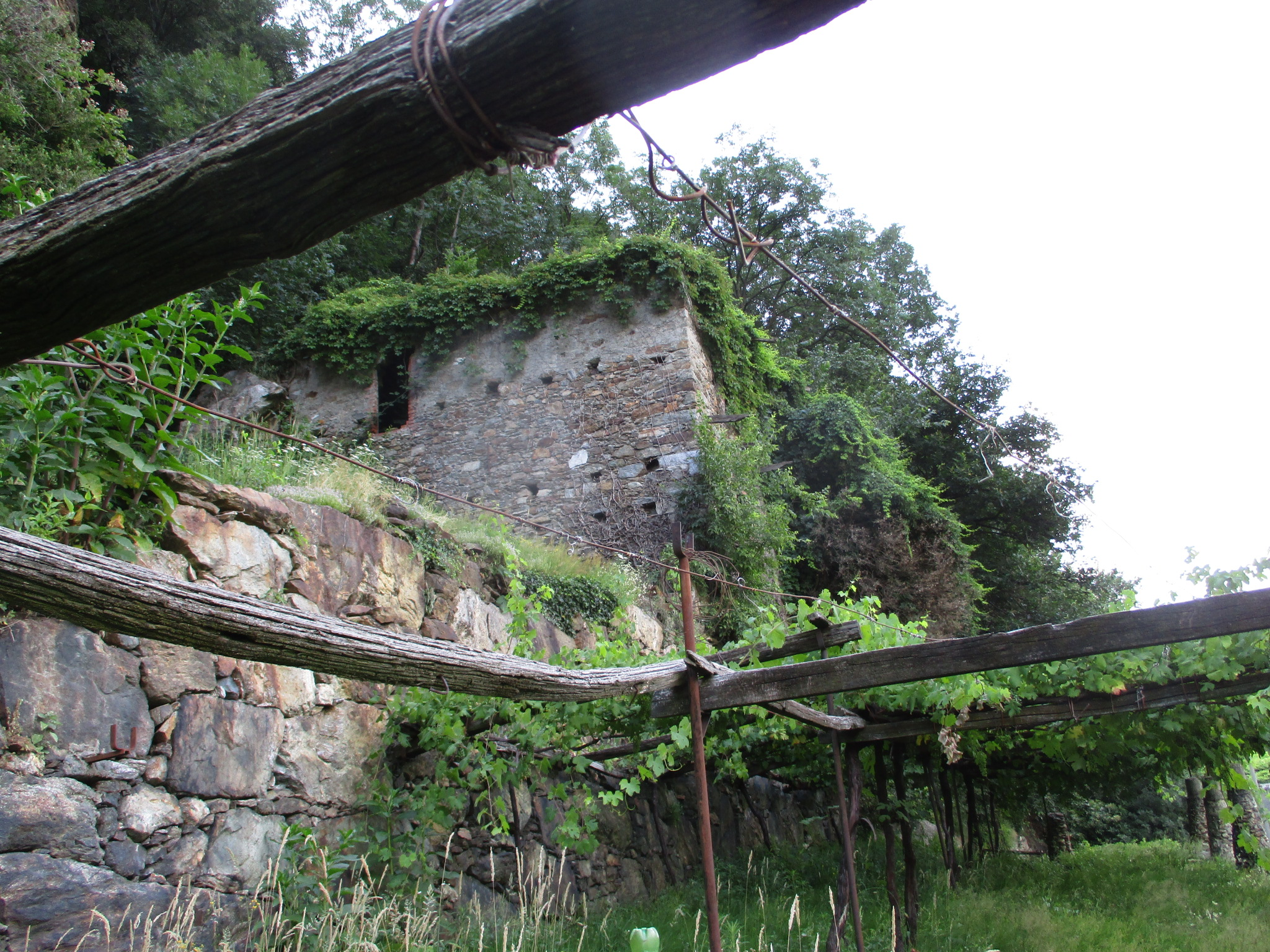
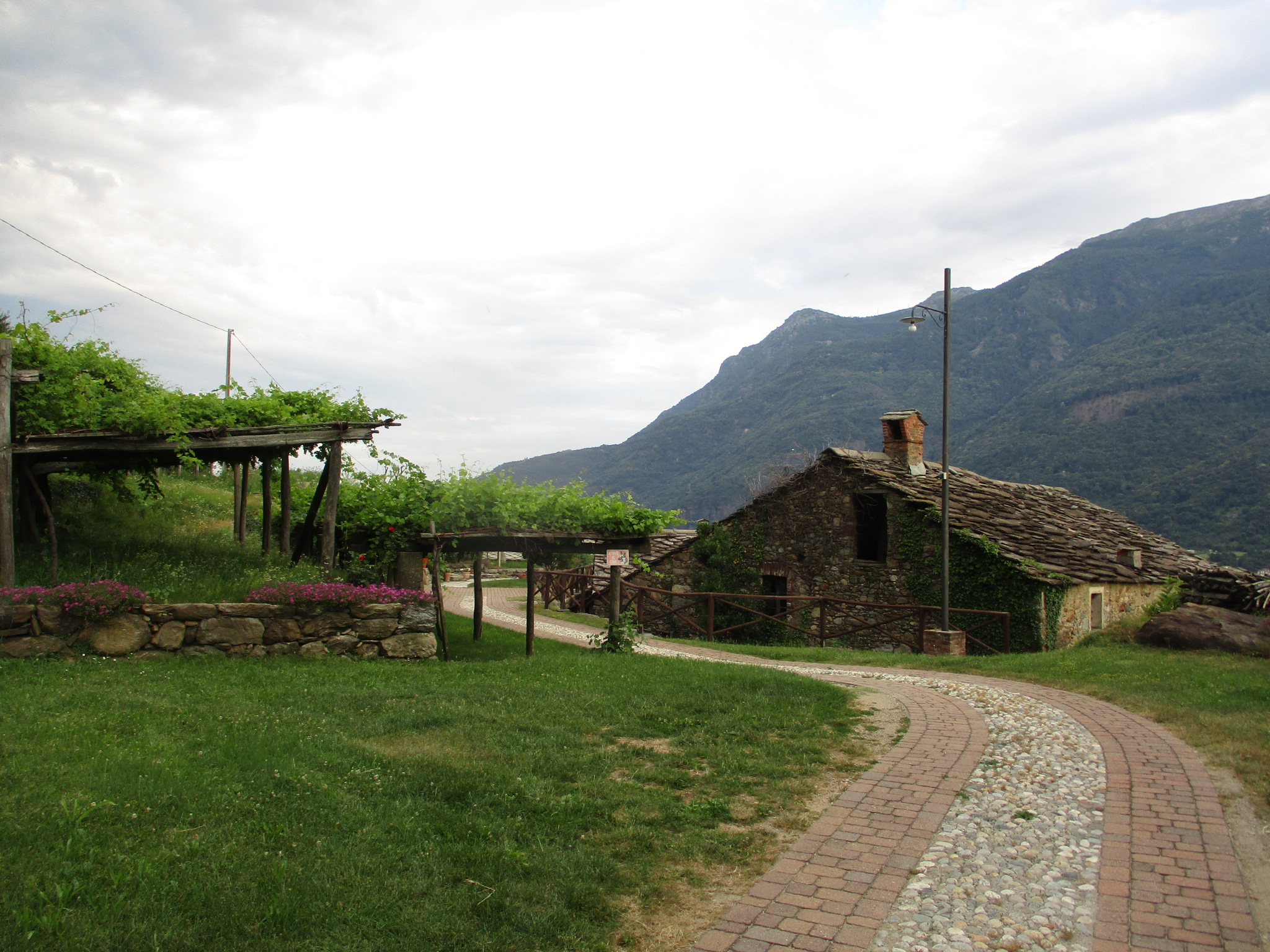
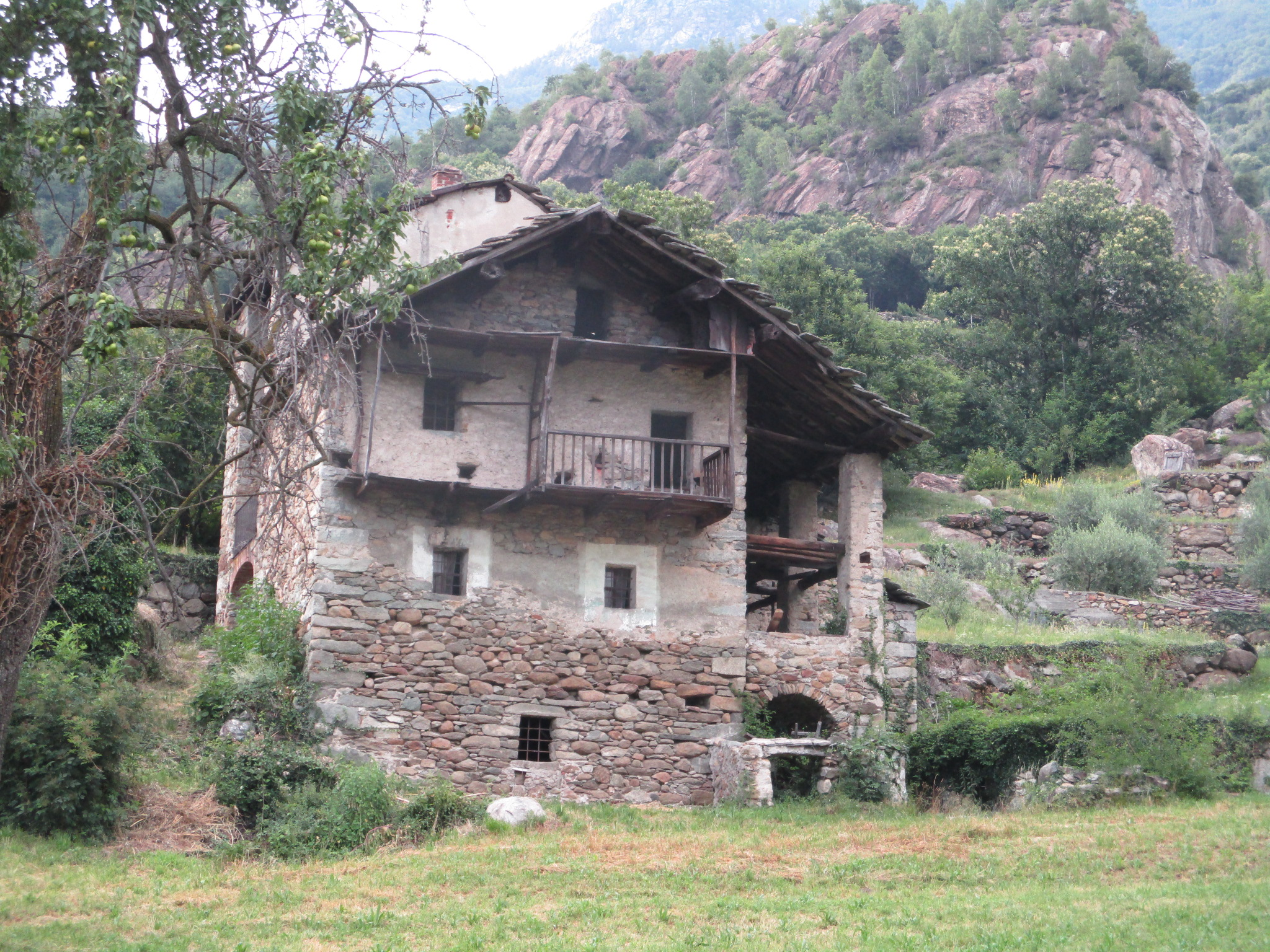
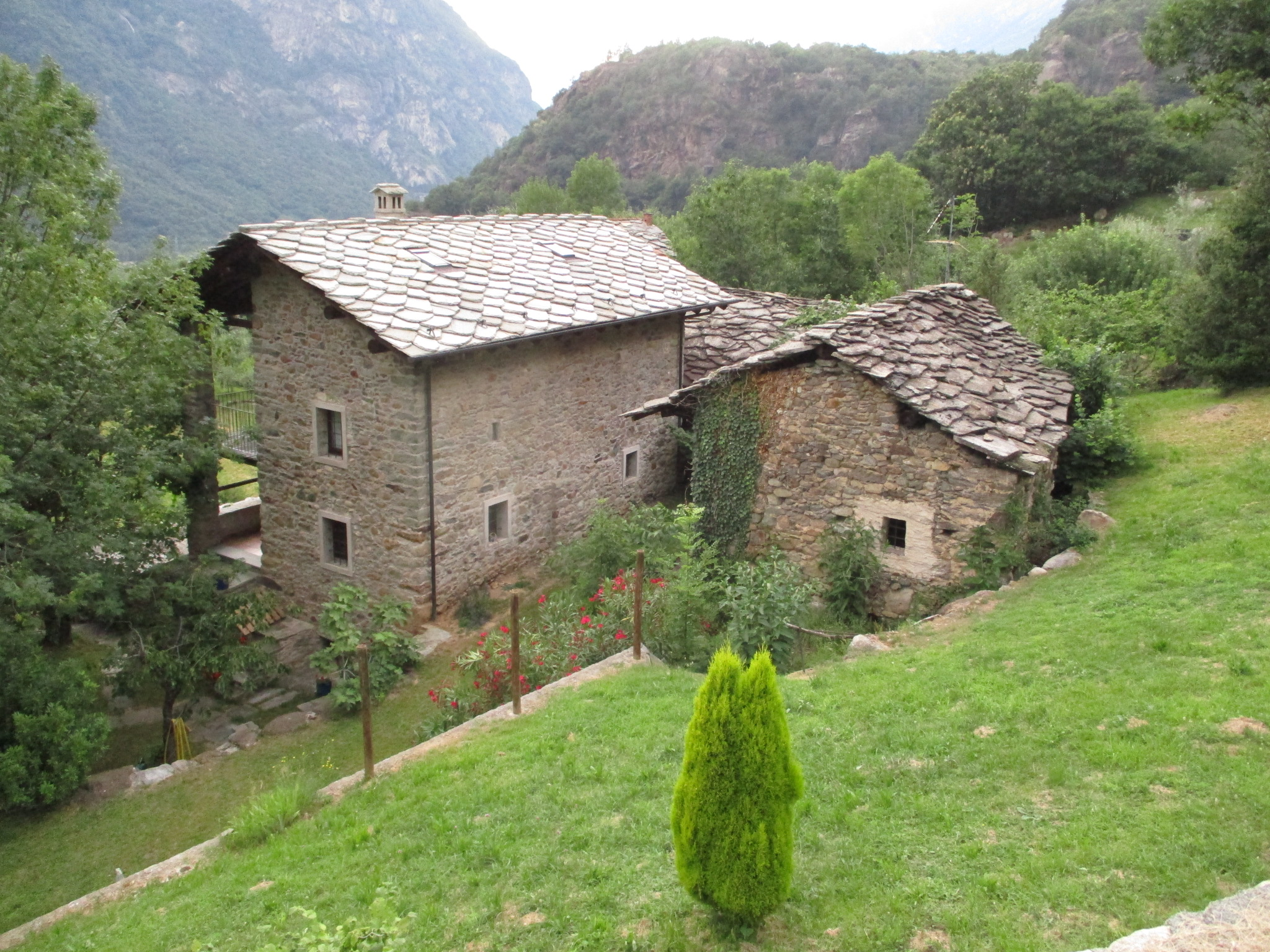

Les agriculteurs et transformateurs du Vallée d'Aoste sont fédérés via l'Association viticulteurs encaveurs du Val d'Aoste, avec pour principales coopératives et vignerons DOC :
- La Cave des onze communes, à Aymavilles ;
- La Crotta di végneron (La cave des vignerons, en patois valdôtain), à Chambave ;
- L'entreprise agricole Les Crêtes, à Aymavilles ;
- Les Caves coopératives de Donnas, à Donnas ;
- L'entreprise agricole La Kiuva, à Arnad ;
- La maison vigneronne Frères Grosjean, à Quart ;
- La coopérative des producteurs de L'Enfer d'Arvier, à Arvier ;
- La Cave du vin blanc, à Morgex.